# Điêu khắc

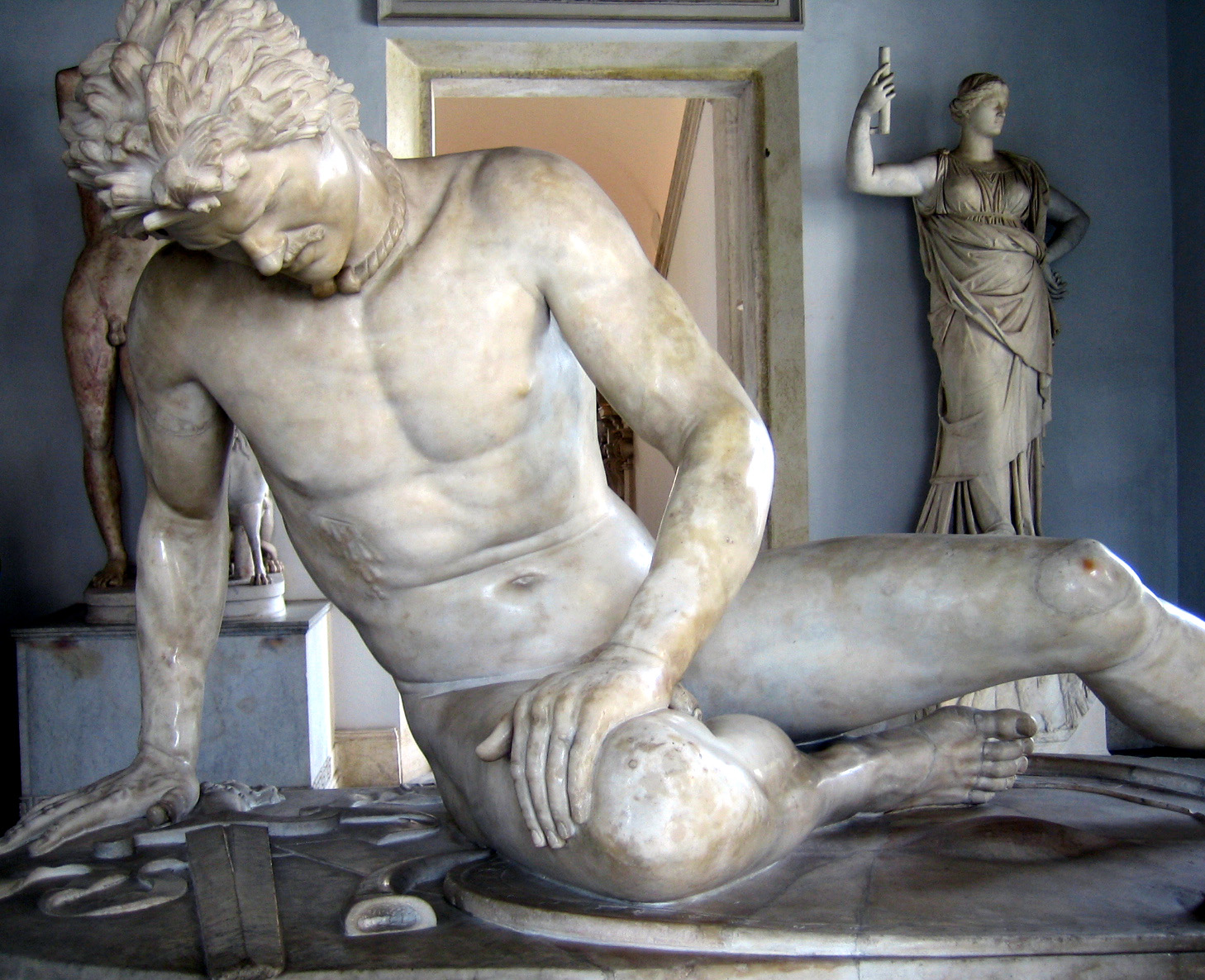
Dying Gaul, hay Capitoline Gaul một bản sao bằng đá cẩm thạch La Mã của một công trình Hy Lạp hóa cuối thế kỷ thứ 3 trước Công nguyên Bảo tàng Capitoline, Rome

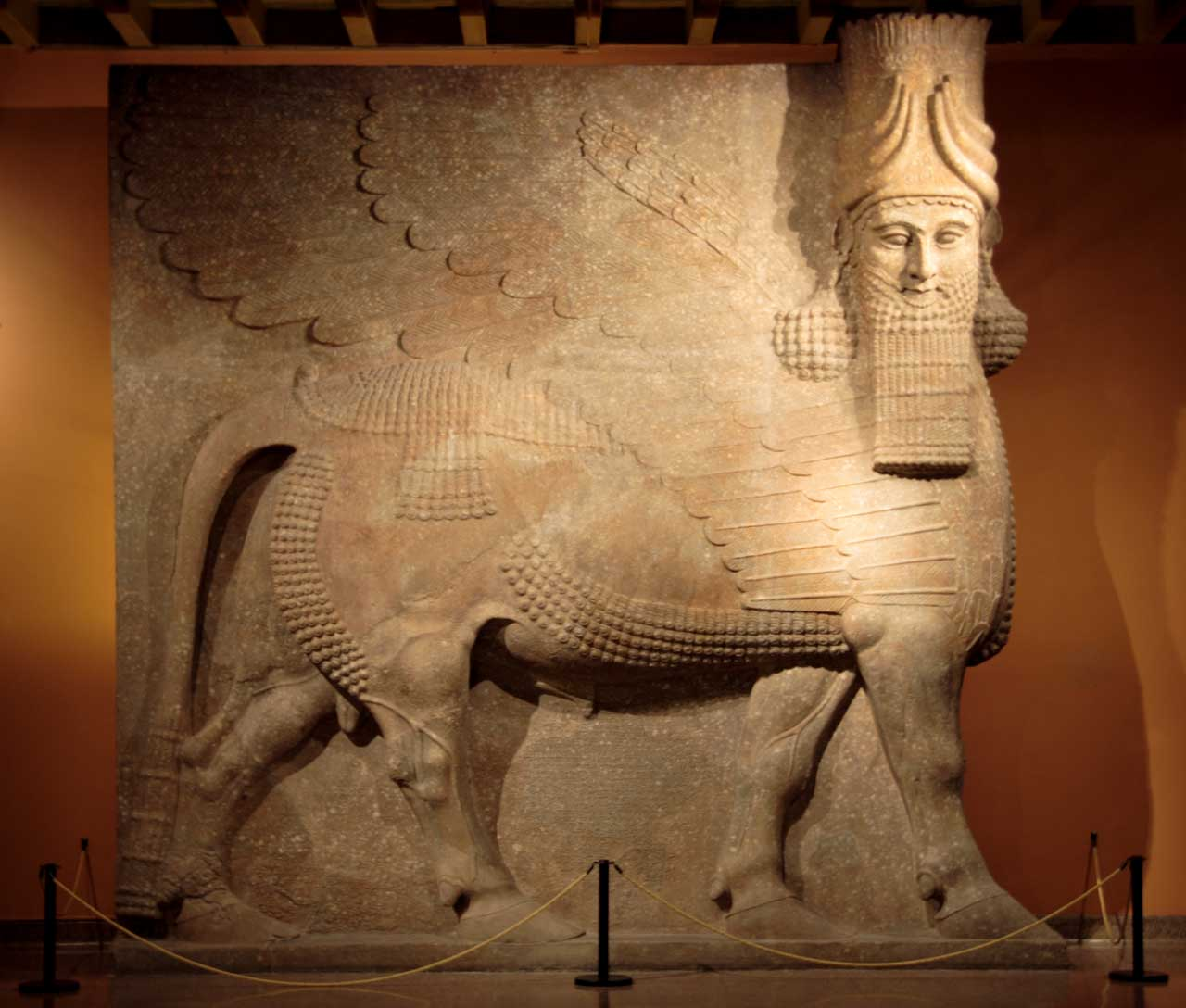
Người bảo vệ cổng lamassu của người Assyria từ Khorsabad, khoảng 800–721 TCN

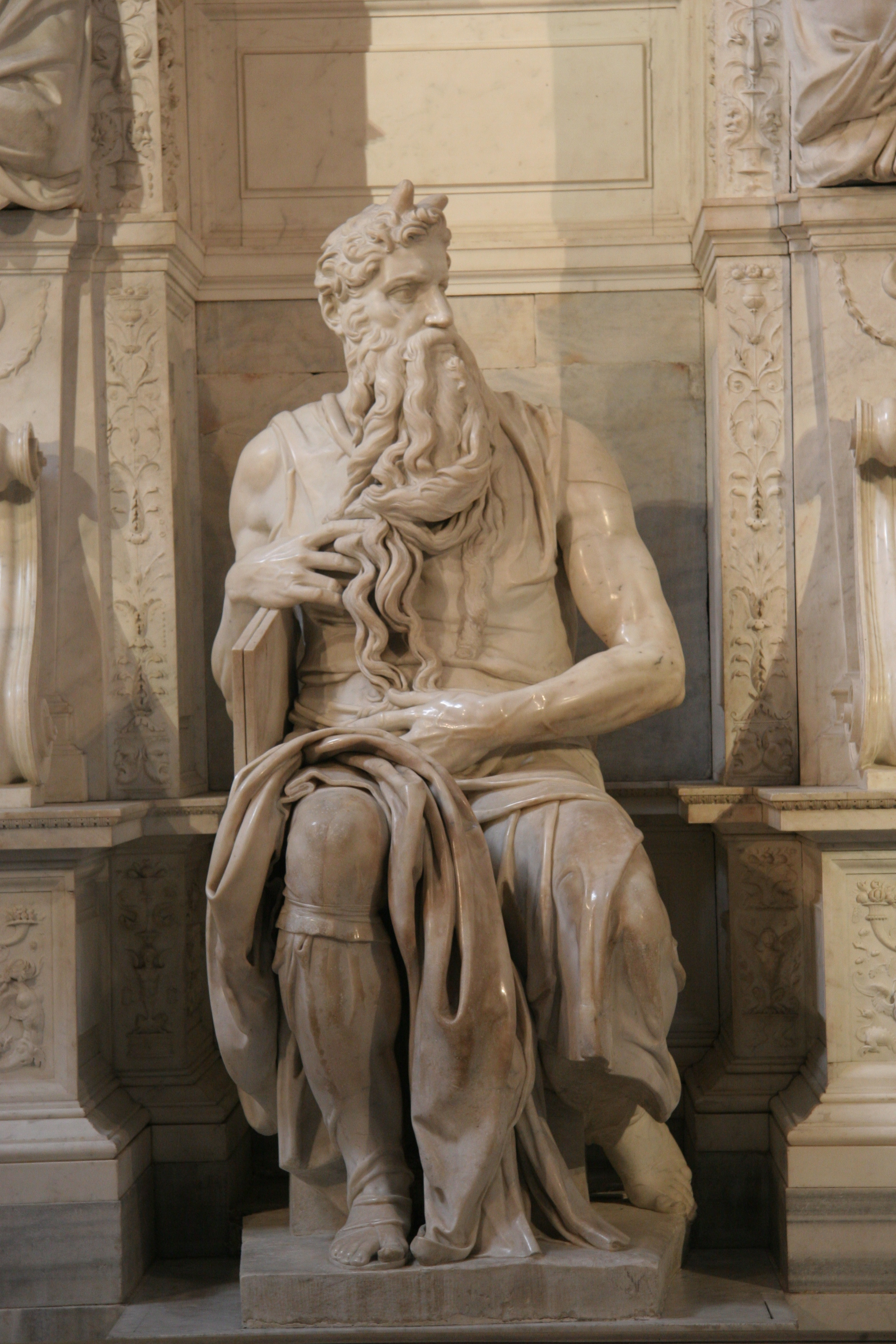
Moses, tác phẩm của Michelangelo (khoảng 1513–1515), San Pietro ở Vincoli, Rome, cho lăng mộ của Giáo hoàng Julius II

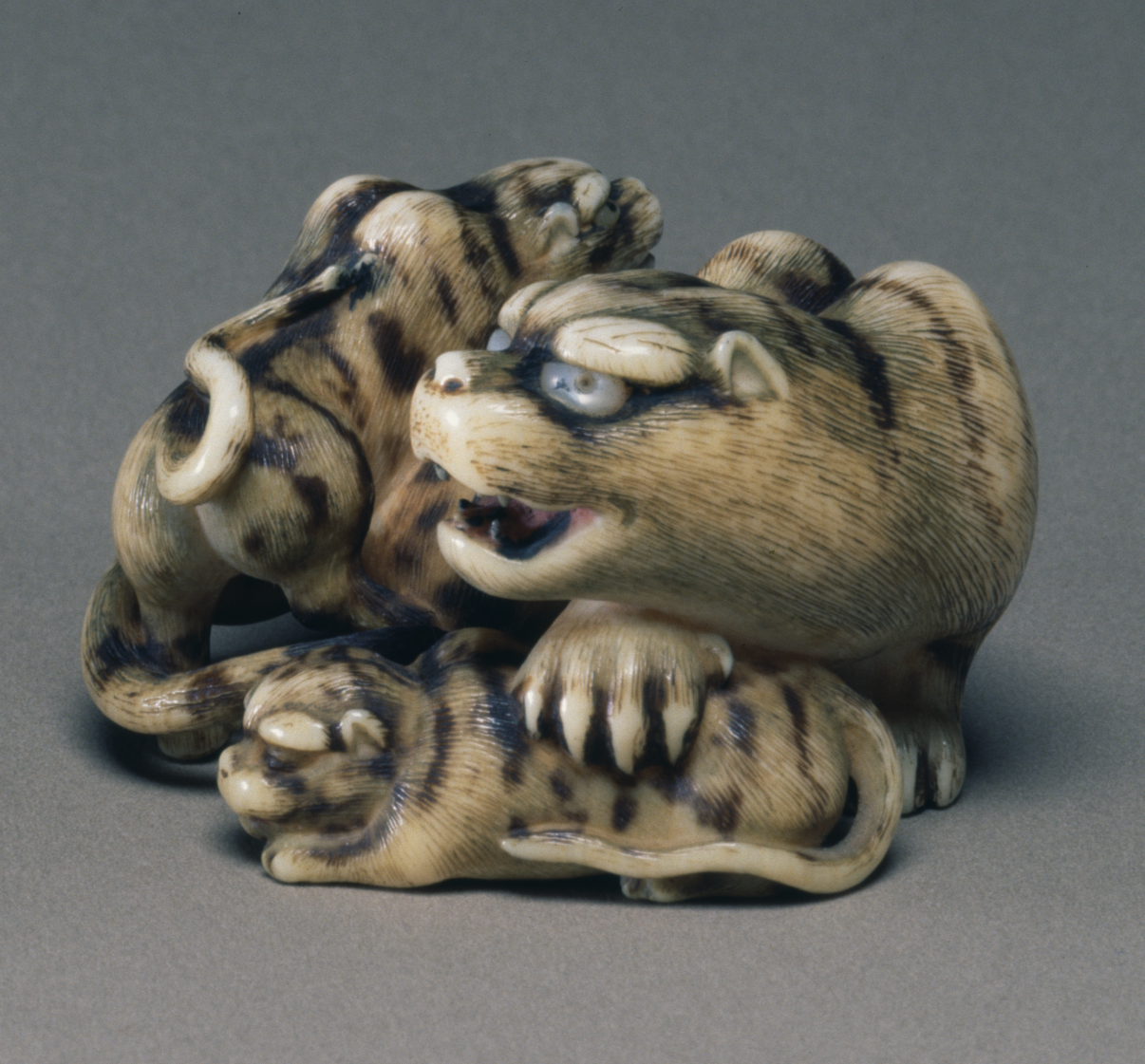
Netsuke của con hổ cái với hai con hổ con, Nhật Bản giữa thế kỷ 19, ngà voi có khảm vỏ

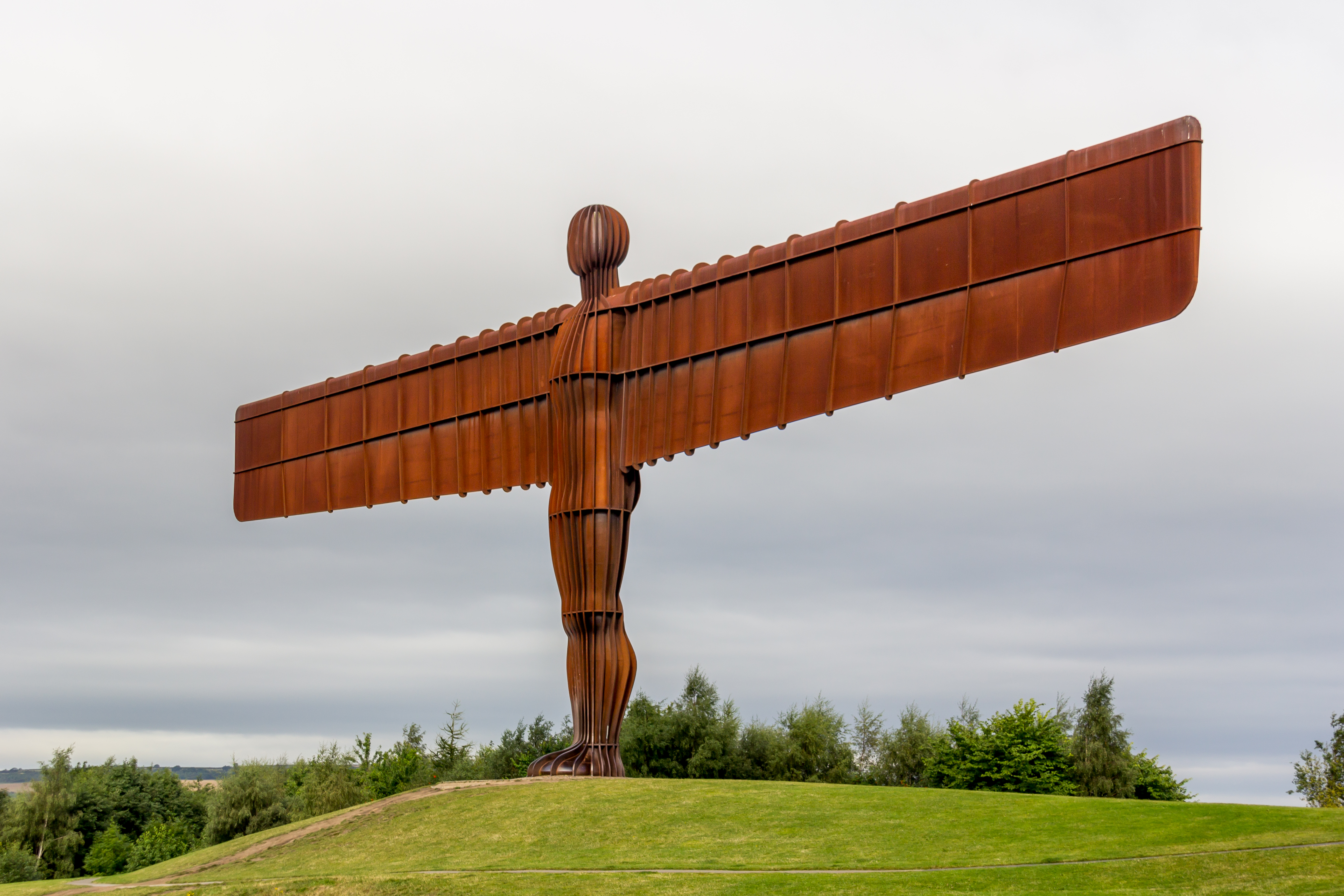
Thiên thần phương Bắc của Antony Gormley, 1998

Điêu khắc là một nhánh của nghệ thuật thị giác hoạt động trong không gian ba chiều. Đó là một trong những nghệ thuật tạo hình. Các quy trình điêu khắc bền bỉ ban đầu sử dụng chạm khắc (loại bỏ vật liệu) và mô hình hóa (bổ sung vật liệu, như đất sét), trong đá, kim loại, gốm sứ, gỗ và các vật liệu khác, nhưng từ thời Hiện đại, với tự do gần như hoàn toàn của vật liệu sử dụng và quá trình sáng tạo. Một loạt các vật liệu có thể được gia công bằng cách loại bỏ, chẳng hạn như chạm khắc, lắp ráp bằng cách hàn hoặc mô hình hóa, hoặc nung khuôn hoặc đúc. Điêu Khắc còn là một trong những loại hình  nằm trong 7 loại hình nghệ thuật cơ bản
Điêu khắc trên đá tồn tại tốt hơn nhiều so với các tác phẩm nghệ thuật bằng vật liệu dễ hỏng và thường đại diện cho phần lớn các tác phẩm còn sót lại (trừ đồ gốm) từ các nền văn hóa cổ đại, mặc dù truyền thống điêu khắc trên gỗ có thể đã biến mất gần như hoàn toàn. Tuy nhiên, hầu hết các tác phẩm điêu khắc cổ đại đã được vẽ màu rực rỡ, và các màu sắc này đã bị mất.
Điêu khắc là trung tâm của việc tôn sùng tôn giáo trong nhiều nền văn hóa, và cho đến những thế kỷ gần đây, những tác phẩm điêu khắc lớn, quá đắt đối với các cá nhân để tạo ra, thường là một biểu hiện của tôn giáo hoặc chính trị. Những nền văn hóa mà các tác phẩm điêu khắc của họ đã tồn tại với số lượng bao gồm các nền văn hóa của Địa Trung Hải cổ đại, Ấn Độ và Trung Quốc, cũng như nhiều văn hóa ở Trung và Nam Mỹ và Châu Phi.
Truyền thống điêu khắc phương Tây bắt đầu từ Hy Lạp cổ đại, và Hy Lạp được coi là nơi sản sinh ra những kiệt tác vĩ đại trong thời kỳ cổ điển. Trong thời trung cổ, điêu khắc gothic đại diện cho sự đau đớn và đam mê của đức tin Kitô giáo. Sự hồi sinh của các mô hình cổ điển trong thời Phục hưng đã tạo ra các tác phẩm điêu khắc nổi tiếng như David của Michelangelo. Điêu khắc hiện đại đã tránh xa các quá trình truyền thống và nhấn mạnh vào việc mô tả cơ thể con người, với việc tạo ra các tác phẩm điêu khắc được xây dựng, và trình bày các vật thể tìm thấy như các tác phẩm nghệ thuật đã hoàn thành.

## Các loại
Một sự khác biệt cơ bản là giữa điêu khắc trong hình tròn, điêu khắc đứng tự do, chẳng hạn như tượng, không được gắn (trừ có thể ở chân đế) với bất kỳ bề mặt nào khác, và các loại điêu khác có bệ đỡ khác nhau, ít nhất một phần được gắn vào bề mặt nền. Điêu khắc gắn vào nền thường được phân loại theo mức độ bệ đỡ từ tường thấp, vừa hoặc cao, và đôi khi là một mức trung gian. Điêu khắc lõm sâu vào mặt nền là một kỹ thuật giới hạn ở Ai Cập cổ đại. Phù điêu là phương tiện điêu khắc thông thường cho các nhóm hình lớn và đối tượng kể chuyện, khó thực hiện theo lượt, và là kỹ thuật điển hình được sử dụng cho cả điêu khắc kiến trúc, gắn liền với các tòa nhà và để điêu khắc quy mô nhỏ trang trí các vật thể khác, như trong nhiều đồ gốm, đồ kim loại và đồ trang sức. Điêu khắc phù điêu cũng có thể trang trí bia, tường thẳng đứng, thường bằng đá, thường cũng có chữ khắc lên trên.
Một điểm khác biệt cơ bản là giữa các kỹ thuật chạm khắc âm, loại bỏ vật liệu khỏi khối hoặc cục hiện có, ví dụ như đá hoặc gỗ, và các kỹ thuật mô hình hóa hình thành hoặc xây dựng công trình từ vật liệu. Các kỹ thuật như đúc, dập và đúc sử dụng một ma trận trung gian có chứa thiết kế để tạo ra tác phẩm; nhiều kỹ thuật trong số này cho phép sản xuất một số lượng bản sao.

Những bức phù điêu đá Phật giáo ngoài trời tại Hang động Long Môn, Trung Quốc

Thuật ngữ "điêu khắc" thường được sử dụng chủ yếu để mô tả các tác phẩm lớn, đôi khi được gọi là điêu khắc tượng đài, có nghĩa là hoặc là tác phẩm điêu khắc rất lớn, hoặc được gắn vào một tòa nhà. Nhưng thuật ngữ này bao gồm nhiều loại công trình nhỏ trong ba chiều sử dụng cùng một kỹ thuật, bao gồm tiền xu và huy chương, chạm khắc đá cứng, một thuật ngữ chạm khắc nhỏ trên đá có thể thực hiện công việc một cách chi tiết.
Các bức tượng rất lớn hoặc "khổng lồ" đã có một sức hấp dẫn lâu dài kể từ thời cổ đại; lớn nhất được ghi lại cao 182 m (597 ft) là Tượng Thống nhất Ấn Độ 2018. Một hình thức điêu khắc chân dung lớn khác là bức tượng cưỡi ngựa của một người cưỡi ngựa, đã trở nên hiếm hoi trong những thập kỷ gần đây. Các hình thức nhỏ nhất của điêu khắc chân dung kích thước thật là "cái đầu", chỉ ra rằng, hoặc bức tượng bán thân, một đại diện của một người từ ngực trở lên. Các hình thức điêu khắc nhỏ bao gồm tượng nhỏ, thông thường là một bức tượng không quá 18 inch (46 cm)   cao, và để làm nổi bật các tấm bảng, huy chương hoặc tiền xu.
Nghệ thuật hiện đại và đương đại đã bổ sung một số hình thức điêu khắc phi truyền thống, bao gồm điêu khắc âm thanh, điêu khắc ánh sáng, nghệ thuật môi trường, điêu khắc môi trường, điêu khắc nghệ thuật đường phố, điêu khắc động học (liên quan đến các khía cạnh của chuyển động vật lý), nghệ thuật trên mặt đất và nghệ thuật đặc trưng theo địa điểm. Điêu khắc là một hình thức quan trọng của nghệ thuật công cộng. Một bộ sưu tập điêu khắc trong một khung cảnh vườn có thể được gọi là một khu vườn điêu khắc.

## Mục đích và chủ đề

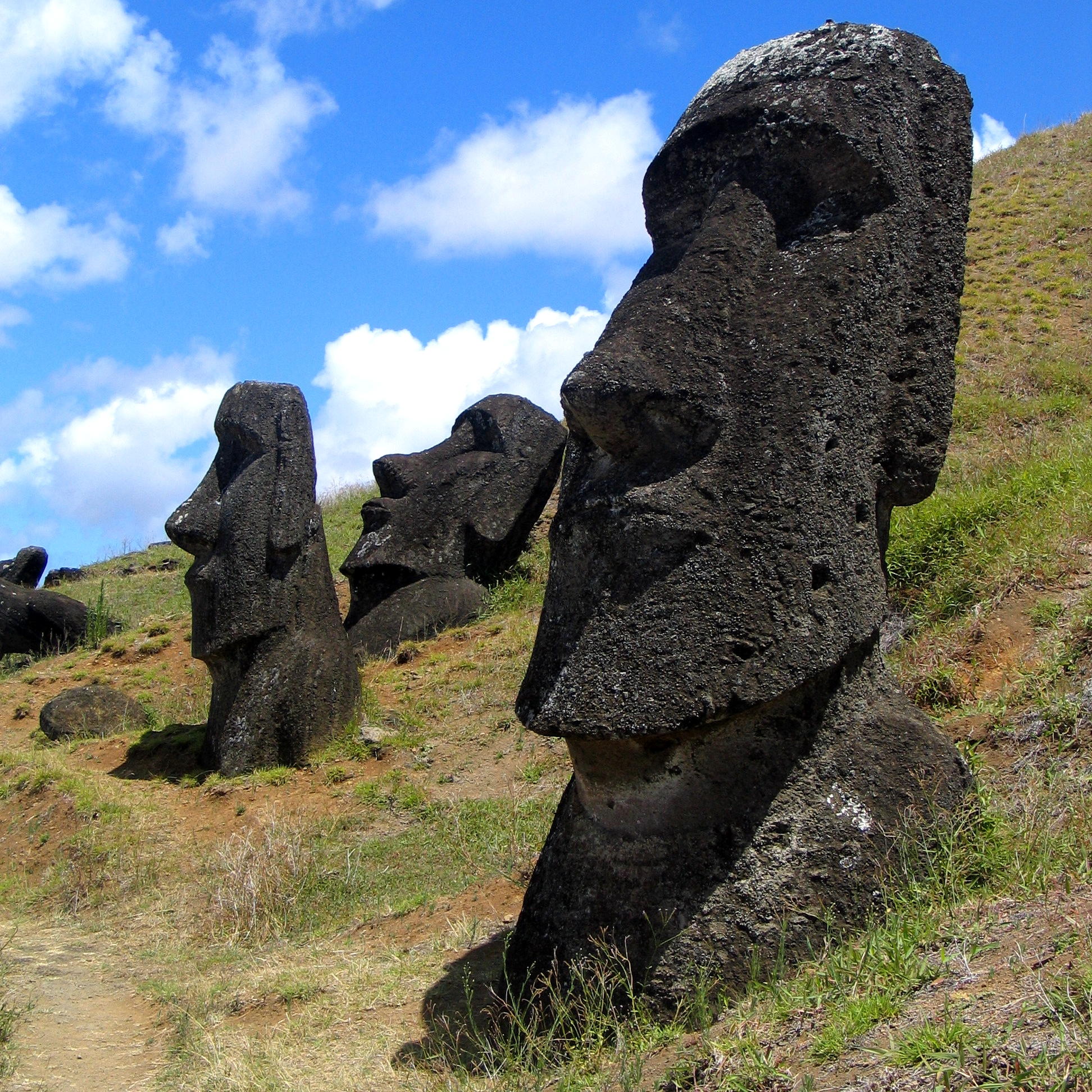
Moai từ Đảo Phục sinh, nơi tập trung các nguồn lực vào tác phẩm điêu khắc lớn có thể đã gây ra những ảnh hưởng chính trị nghiêm túc.

Một trong những mục đích phổ biến nhất của điêu khắc là trong một số hình thức liên kết với tôn giáo. Các hình tượng giáo phái phổ biến trong nhiều nền văn hóa, mặc dù chúng thường không phải là những bức tượng khổng lồ của các vị thần đặc trưng cho nghệ thuật Hy Lạp cổ đại, như Tượng thần Zeus trên đỉnh Olympia. Những hình ảnh sùng bái thực tế trong khu bảo tồn trong cùng của các ngôi đền Ai Cập, trong đó không có ngôi đền nào còn sót lại, rõ ràng là khá nhỏ, ngay cả trong những ngôi đền lớn nhất. Điều này cũng thường đúng trong Ấn Độ giáo, nơi mà hình thức rất đơn giản và cổ xưa của lingam là phổ biến nhất. Phật giáo đã đưa nghệ thuật điêu khắc các nhân vật tôn giáo đến Đông Á, nơi dường như không có truyền thống tương đương trước đó, mặc dù một lần nữa những hình dạng đơn giản như bi và cong có thể có ý nghĩa tôn giáo.
Các tác phẩm điêu khắc nhỏ như vật sở hữu cá nhân quay trở lại nghệ thuật tiền sử sớm nhất, và việc sử dụng tác phẩm điêu khắc rất lớn làm nghệ thuật công cộng, đặc biệt là để gây ấn tượng với người xem về sức mạnh của một người cai trị, ít nhất là từ thời Đại Nhân sư vào khoảng 4.500 năm trước. Trong khảo cổ học và lịch sử nghệ thuật, sự xuất hiện, và đôi khi biến mất của tác phẩm điêu khắc lớn hoặc đồ sộ trong một nền văn hóa được coi là có ý nghĩa quan trọng, mặc dù việc truy tìm sự xuất hiện thường phức tạp bởi sự tồn tại giả định của tác phẩm điêu khắc bằng gỗ và các vật liệu dễ hỏng khác mà không có tài liệu nào ghi lại.
Cột vật tổ là một ví dụ về truyền thống điêu khắc hoành tráng bằng gỗ sẽ không để lại dấu vết cho khảo cổ học. Khả năng tập hợp các nguồn lực để tạo ra tác phẩm điêu khắc hoành tráng, bằng cách vận chuyển các vật liệu thường rất nặng và thu xếp chi trả cho những người thường được coi là các nhà điêu khắc toàn thời gian, được coi là dấu hiệu của một nền văn hóa tương đối tiên tiến về mặt tổ chức xã hội. Những khám phá bất ngờ gần đây về các nhân vật thời kỳ đồ đồng cổ đại của Trung Quốc tại Sanxingdui, một số có kích thước lớn hơn gấp đôi con người, đã làm xáo trộn nhiều ý kiến về nền văn minh Trung Quốc thời kỳ đầu, vì trước đây người ta chỉ biết đến những đồ đồng nhỏ hơn nhiều.
Không nghi ngờ gì nữa, một số nền văn hóa tiên tiến, chẳng hạn như nền văn minh lưu vực sông Ấn dường như không có tác phẩm điêu khắc hoành tráng nào, mặc dù tạo ra những bức tượng nhỏ và con dấu rất tinh vi. Nền văn hóa Mississippian dường như đang tiến dần đến việc sử dụng nó, với những hình tượng nhỏ bằng đá, khi nó sụp đổ. Các nền văn hóa khác, chẳng hạn như Ai Cập cổ đại và nền văn hóa Đảo Phục sinh, dường như đã dành những nguồn lực khổng lồ cho tác phẩm điêu khắc hoành tráng quy mô rất lớn từ rất sớm.

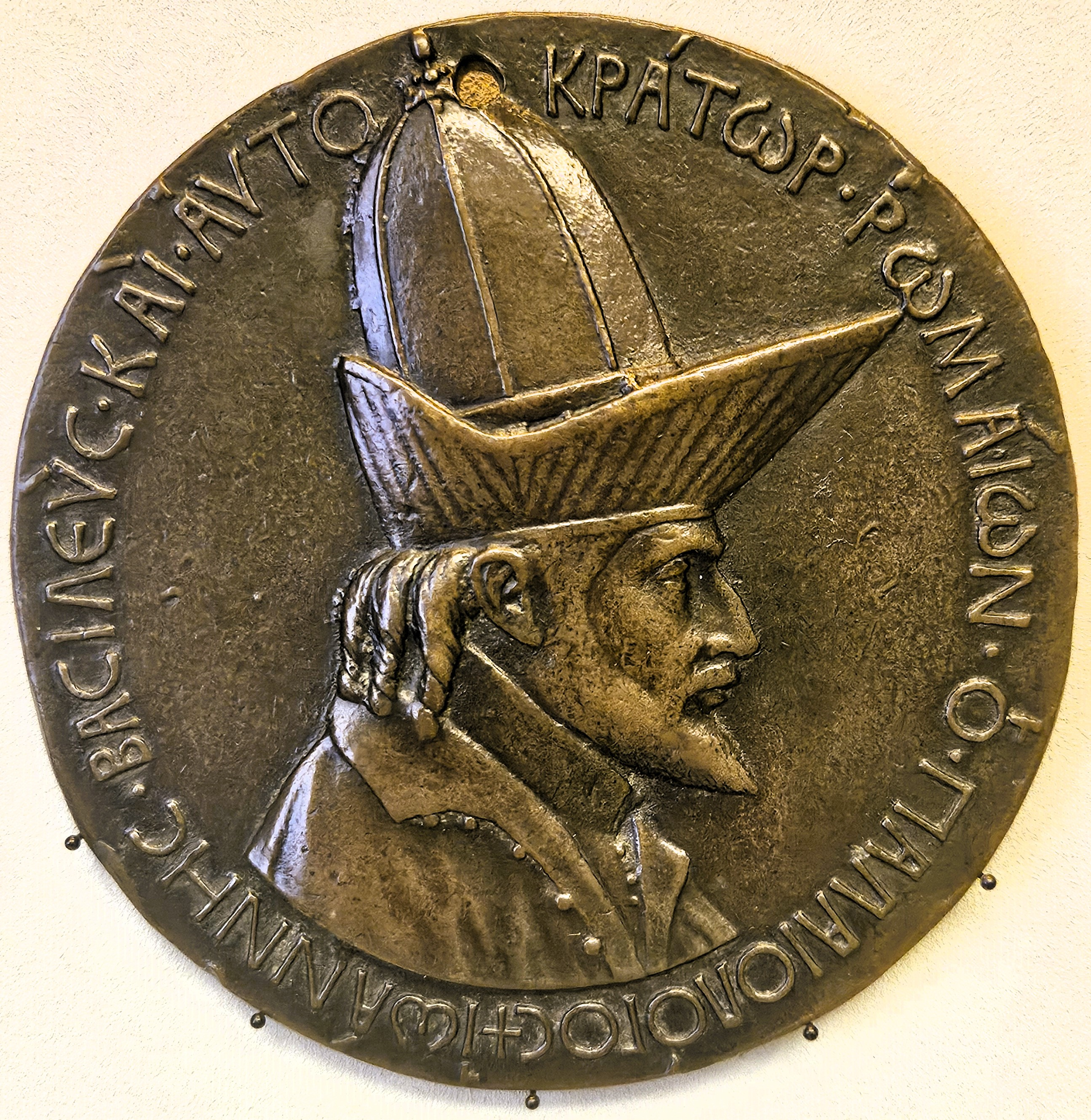
Huân chương của John VIII Palaeologus, khoảng 1435, bởi Pisanello, huy chương chân dung đầu tiên, một phương tiện chủ yếu được làm để sưu tập.

Các bộ sưu tập điêu khắc, bao gồm cả những thời kỳ trước đó, có từ khoảng 2.000 năm trước ở Hy Lạp, Trung Quốc và Mesoamerica, và nhiều bộ sưu tập đã được trưng bày bán công khai từ rất lâu trước khi bảo tàng hiện đại được phát minh. Từ thế kỷ 20, phạm vi đối tượng tương đối hạn chế được tìm thấy trong tác phẩm điêu khắc lớn đã mở rộng ra rất nhiều, với các chủ đề trừu tượng và việc sử dụng hoặc đại diện cho bất kỳ loại chủ đề nào hiện nay đã trở nên phổ biến. Ngày nay, nhiều tác phẩm điêu khắc được tạo ra để trưng bày không liên tục trong các phòng trưng bày và viện bảo tàng, và khả năng vận chuyển và lưu trữ các tác phẩm ngày càng lớn là một yếu tố trong việc xây dựng chúng. Những bức tượng nhỏ trang trí, thường được làm bằng gốm sứ, ngày nay rất phổ biến (mặc dù bị nghệ thuật hiện đại và đương đại lãng quên một cách kỳ lạ) như ở thời Rococo, hoặc ở Hy Lạp cổ đại khi bức tượng Tanagra là một ngành công nghiệp chính, hoặc ở Đông Á và Tiền Columbian nghệ thuật. Các phụ kiện điêu khắc nhỏ cho đồ nội thất và các đồ vật khác trở lại thời cổ đại, như trong các đồ trang sức Nimrud, đồ trang trí Begram và được tìm thấy từ lăng mộ của Tutankhamun.
Điêu khắc chân dung bắt đầu ở Ai Cập, nơi Bảng màu Narmer hiển thị một người cai trị của thế kỷ 32 trước Công nguyên, và Lưỡng Hà, nơi chúng ta có 27 bức tượng còn sót lại của Gudea, người cai trị Lagash c. 2144–2124 TCN. Ở Hy Lạp và La Mã cổ đại, việc dựng một bức tượng chân dung ở nơi công cộng gần như là dấu hiệu cao nhất của danh dự và tham vọng của giới thượng lưu, những người cũng có thể được mô tả trên đồng xu. Trong các nền văn hóa khác như Ai Cập và Cận Đông, các bức tượng công cộng gần như chỉ là vật bảo tồn của người cai trị, trong khi những người giàu có khác chỉ được khắc họa trong lăng mộ của họ. Những người cai trị thường là những người duy nhất được vẽ chân dung trong các nền văn hóa Tiền Columbian, bắt đầu với những người đứng đầu thuộc địa Olmec của khoảng 3.000 năm trước. Điêu khắc chân dung Đông Á hoàn toàn là tôn giáo, với các giáo sĩ hàng đầu được tưởng niệm bằng các bức tượng, đặc biệt là những người sáng lập các tu viện, nhưng không phải là những người cai trị, hoặc tổ tiên. Truyền thống Địa Trung Hải hồi sinh, ban đầu chỉ dành cho hình nộm và tiền xu trong lăng mộ, vào thời Trung cổ, nhưng đã mở rộng rất nhiều trong thời kỳ Phục hưng, nơi đã phát minh ra các hình thức mới như huy chương chân dung cá nhân.
Động vật, với hình dáng con người, là chủ đề sớm nhất cho điêu khắc, và luôn luôn được ưa chuộng, đôi khi là quái vật thực tế, nhưng thường là tưởng tượng; ở Trung Quốc động vật và quái vật gần như là đối tượng truyền thống duy nhất để điêu khắc đá bên ngoài lăng mộ và đền thờ. Vương quốc của nhà máy là rất quan trọng duy nhất trong đồ trang sức và phù điêu trang trí, nhưng những hình thức gần như tất cả các tác phẩm điêu khắc lớn của nghệ thuật Byzantine và nghệ thuật Hồi giáo, và rất quan trọng trong hầu hết các truyền thống Á-Âu, nơi các họa tiết như hình lá kè chạm và cây nho Scroll đã trôi qua phía đông và phía tây trong hơn hai thiên niên kỷ.
Một hình thức điêu khắc được tìm thấy trong nhiều nền văn hóa tiền sử trên khắp thế giới là các phiên bản phóng to đặc biệt của các công cụ, vũ khí hoặc bình thông thường được tạo ra bằng các vật liệu quý không thực tế, cho một số hình thức sử dụng nghi lễ hoặc trưng bày hoặc làm đồ cúng. Ngọc bích hoặc các loại đá xanh khác đã được sử dụng ở Trung Quốc, Olmec Mexico và Châu Âu thời kỳ đồ đá mới, và ở Lưỡng Hà sớm các hình dạng đồ gốm lớn được sản xuất bằng đá. Đồng được sử dụng ở châu Âu và Trung Quốc cho các loại rìu và lưỡi lớn, như Oxborough Dirk.

## Vật liệu và kỹ thuật

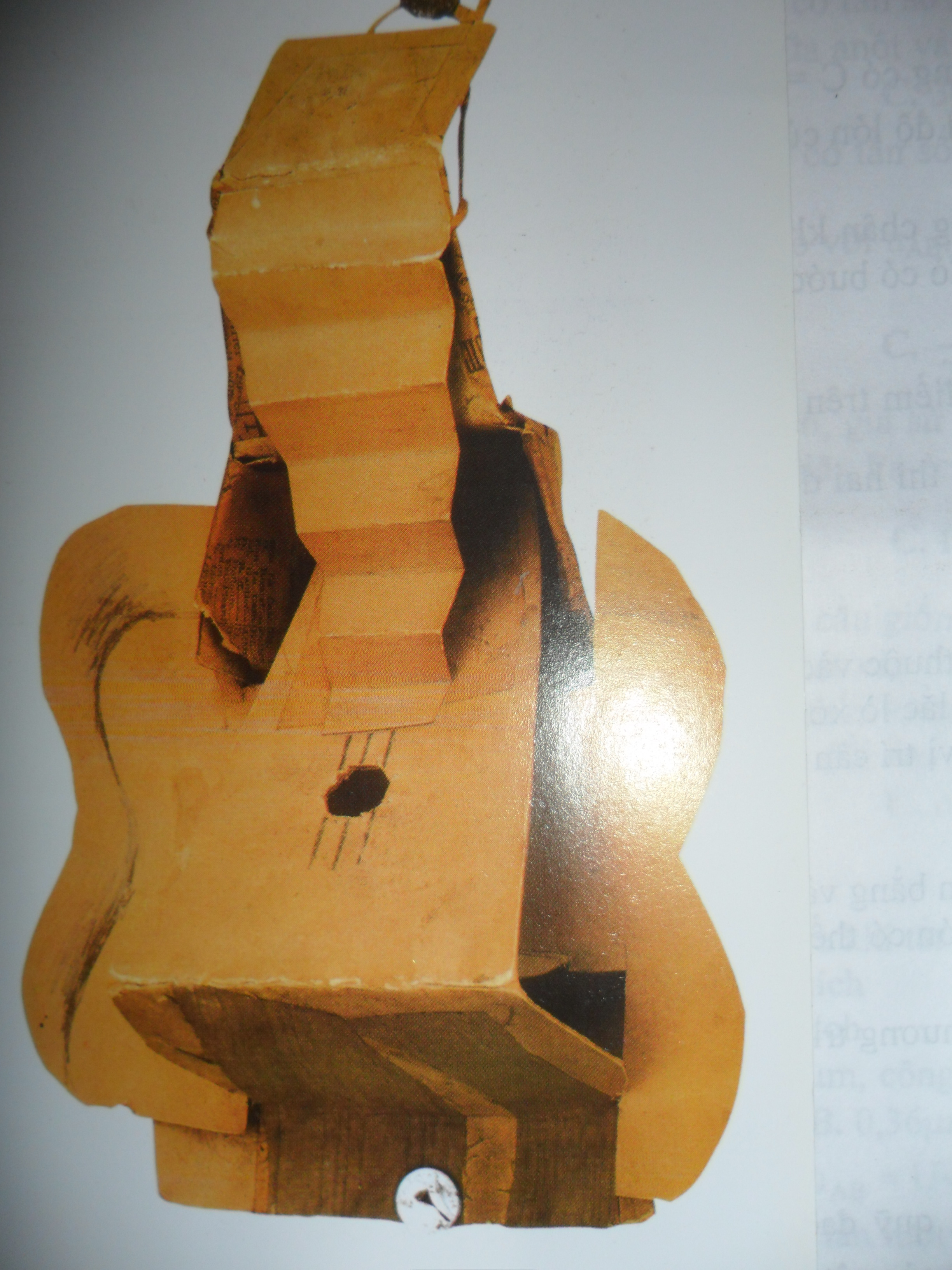
Chiếc ghita được điêu khắc bằng chất liệu rất đặc biệt là giấy và bìa của Picasso, 1920

Các chất liệu được sử dụng trong điêu khắc rất đa dạng, thay đổi trong suốt lịch sử. Các vật liệu cổ điển, với độ bền vượt trội, là kim loại, đặc biệt là đồ đồng, đồ đá và đồ gốm, với các lựa chọn gỗ, xương và nhung kém bền hơn nhưng rẻ hơn. Các vật liệu quý như vàng, bạc, ngọc và ngà voi thường được sử dụng cho các tác phẩm sang trọng nhỏ, và đôi khi được sử dụng trong các loại lớn hơn, như trong các bức tượng chryselephantine. Các vật liệu phổ biến hơn và ít tốn kém hơn đã được sử dụng để điêu khắc với mức tiêu thụ rộng rãi hơn, bao gồm các loại gỗ cứng (như sồi, gỗ hộp / hoàng dương và vôi / bồ đề); đất nung và các đồ gốm sứ khác, sáp (một vật liệu rất phổ biến cho các mô hình để đúc và nhận các ấn tượng của con dấu hình trụ và đá quý khắc), và các kim loại đúc như pewter và kẽm (spelter). Nhưng một số lượng lớn các vật liệu khác đã được sử dụng như một phần của các tác phẩm điêu khắc, trong các tác phẩm dân tộc học và cổ đại cũng giống như các tác phẩm hiện đại.

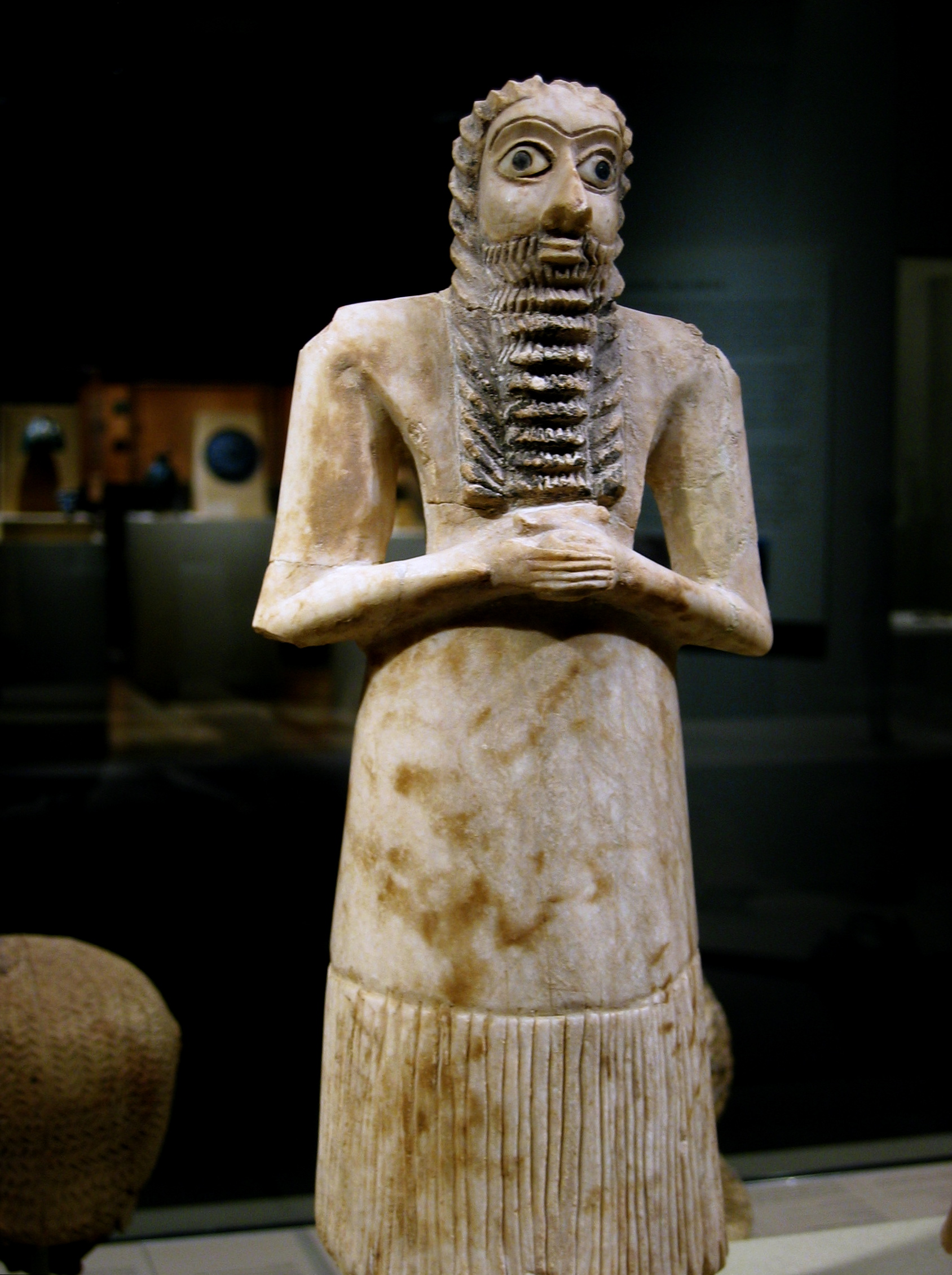
Nam giới người Sumer thờ phụng, người làm bằng thạch cao có mắt bằng vỏ sò, 2750 - 2600 TCN

Các tác phẩm điêu khắc thường được sơn, nhưng thường bị mất lớp sơn theo thời gian hoặc người phục chế. Nhiều kỹ thuật hội họa khác nhau đã được sử dụng trong việc chế tác tác phẩm điêu khắc, bao gồm tempera, sơn dầu, mạ vàng, sơn nhà, bình xịt, men và phun cát.
Nhiều nhà điêu khắc tìm kiếm những cách thức và chất liệu mới để làm nghệ thuật. Một trong những tác phẩm điêu khắc nổi tiếng nhất của Pablo Picasso bao gồm các bộ phận của xe đạp. Alexander Calder và những người theo chủ nghĩa hiện đại khác đã sử dụng thép sơn một cách ngoạn mục. Kể từ những năm 1960, acrylics và các loại nhựa khác cũng đã được sử dụng. Andy Goldsworthy tạo ra các tác phẩm điêu khắc phù du bất thường của mình từ các vật liệu gần như hoàn toàn tự nhiên trong môi trường tự nhiên. Một số tác phẩm điêu khắc, chẳng hạn như điêu khắc băng, điêu khắc cát, và điêu khắc khí, cố tình tồn tại trong thời gian ngắn. Các nhà điêu khắc gần đây đã sử dụng kính màu, công cụ, bộ phận máy móc, phần cứng và bao bì tiêu dùng để tạo thời trang cho các tác phẩm của họ. Các nhà điêu khắc đôi khi sử dụng các đồ vật được tìm thấy, và các loại đá của học giả Trung Quốc đã được đánh giá cao trong nhiều thế kỷ.

### Đá

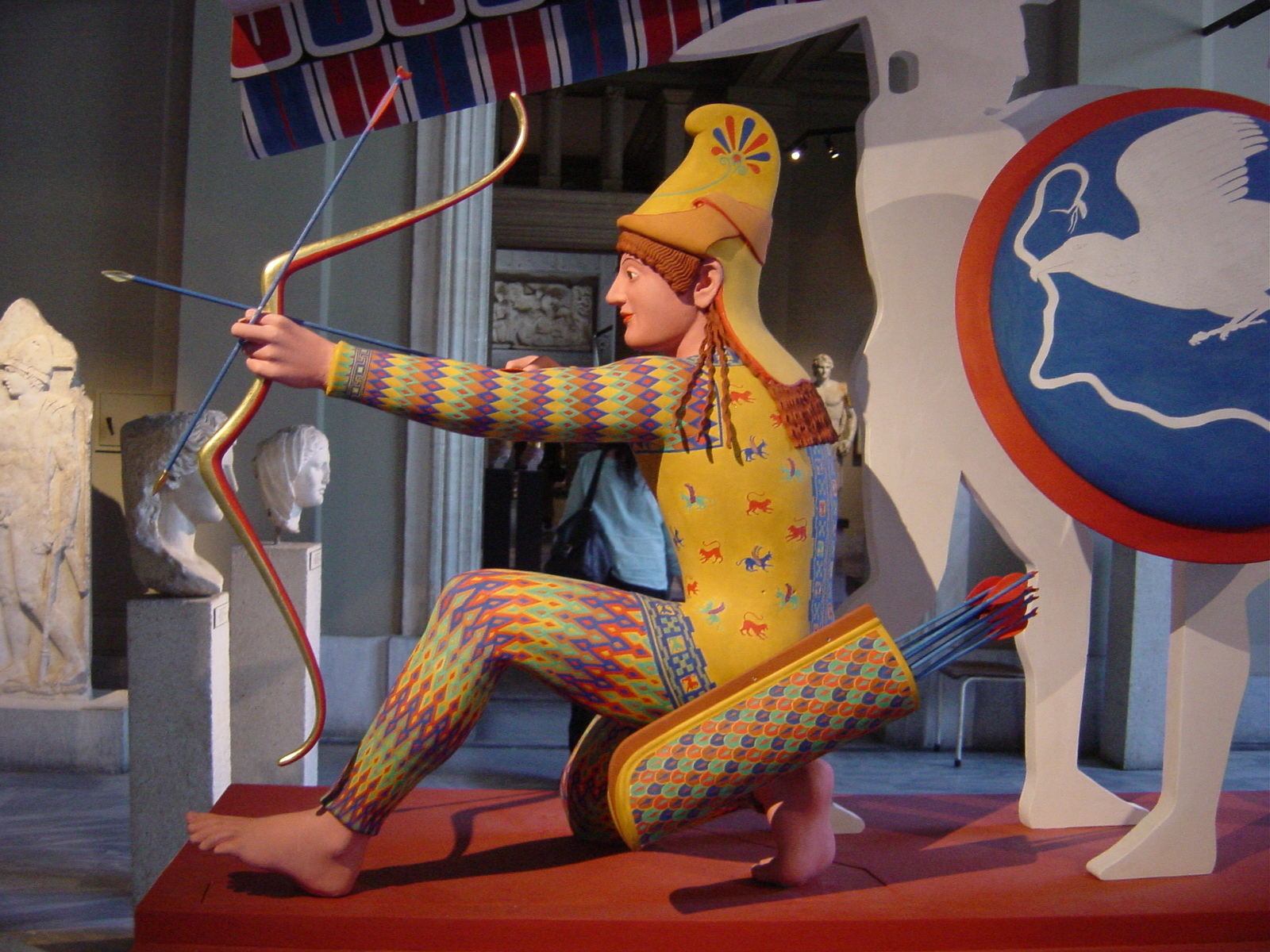
Tái tạo hiện đại vẻ ngoài được sơn ban đầu của một bức tượng bằng đá cẩm thạch Hy Lạp cổ đại muộn từ Đền Aphaea, dựa trên phân tích các dấu vết sắc tố, c. 500 TCN

Điêu khắc đá là một hoạt động cổ xưa, nơi các mảnh đá thô tự nhiên được tạo hình bằng cách loại bỏ đá có kiểm soát. Nhờ vào tính lâu dài của tài liệu, bằng chứng có thể được tìm thấy rằng ngay cả những xã hội sớm nhất đã yêu thích một số hình thức chế tác bằng đá, mặc dù không phải tất cả các khu vực trên thế giới đều có lượng đá tốt để chạm khắc như Ai Cập, Hy Lạp, Ấn Độ và hầu hết châu Âu.. Những bức tranh khắc đá (còn được gọi là bản khắc trên đá) có lẽ là hình thức sớm nhất: những hình ảnh được tạo ra bằng cách loại bỏ một phần bề mặt đá vẫn còn nguyên tại chỗ, bằng cách khía, mổ, chạm khắc và mài mòn. Điêu khắc tượng đài bao gồm các công trình lớn, và điêu khắc kiến trúc, được gắn vào các tòa nhà. Chạm khắc trên đá cứng là việc chạm khắc các loại đá bán quý như ngọc bích, mã não, mã não, tinh thể đá, sard hoặc carnelian với mục đích nghệ thuật và là một thuật ngữ chung để chỉ một vật được làm theo cách này. Thạch cao hay thạch cao khoáng là một khoáng chất mềm, dễ chạm khắc cho các công trình nhỏ hơn và vẫn tương đối bền. Đá quý khắc là viên ngọc chạm khắc nhỏ, trong đó có khách mời, ban đầu được sử dụng như vòng chặn.
Việc sao chép một bức tượng gốc bằng đá, điều rất quan trọng đối với các bức tượng Hy Lạp cổ đại, hầu như tất cả đều được biết đến từ các bản sao, theo truyền thống được thực hiện bằng cách " trỏ ", cùng với nhiều phương pháp tự do hơn. Trỏ liên quan đến việc thiết lập một lưới các ô vuông chuỗi trên một khung gỗ bao quanh bản gốc, sau đó đo vị trí trên lưới và khoảng cách giữa lưới và tượng của một loạt các điểm riêng lẻ, sau đó sử dụng thông tin này để khắc thành khối từ mà bản sao được tạo ra.

### Kim loại

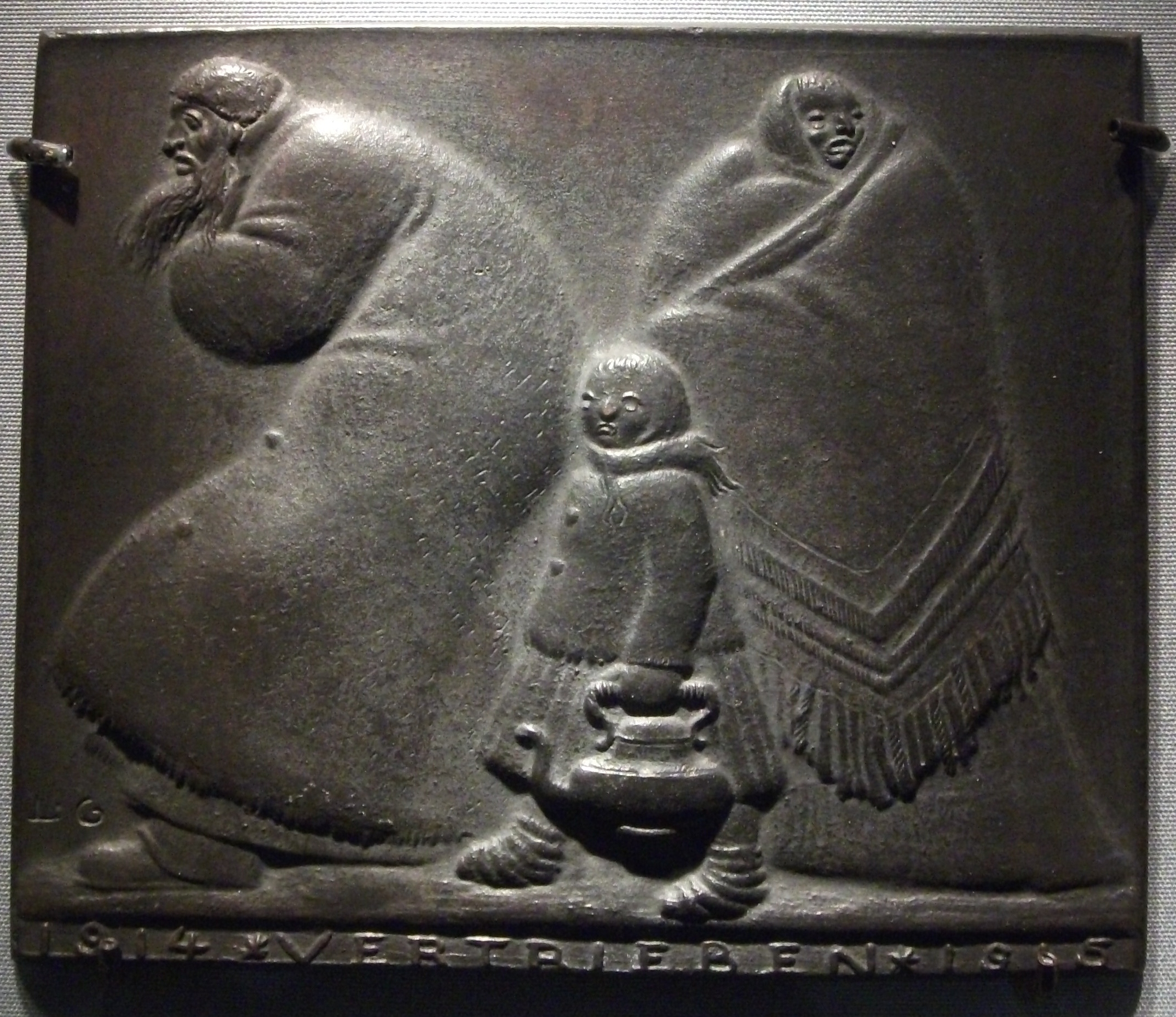
Ludwig Gies, phù điêu bằng gang, 8 x 9,8 cm, Người tị nạn, 1915

Đồng và các hợp kim đồng có liên quan là kim loại lâu đời nhất và vẫn là kim loại phổ biến nhất để đúc các tác phẩm điêu khắc bằng kim loại; một tác phẩm điêu khắc bằng đồng đúc thường được gọi đơn giản là "đồ đồng". Các hợp kim đồng thông thường có đặc tính bất thường và mong muốn là nở ra một chút ngay trước khi chúng đông kết, do đó lấp đầy các chi tiết tốt nhất của khuôn. Độ bền và không có độ giòn (độ dẻo) của chúng là một lợi thế khi tạo ra các hình vẽ trong thực tế, đặc biệt là khi so sánh với các vật liệu gốm hoặc đá khác nhau (xem tác phẩm điêu khắc bằng đá cẩm thạch để biết một số ví dụ). Vàng là kim loại mềm nhất và quý nhất, và rất quan trọng trong đồ trang sức; với bạc, nó đủ mềm để gia công với búa và các dụng cụ khác cũng như đúc; repoussé và đuổi là một trong những kỹ thuật được sử dụng trong vàng và bạc.
Đúc là một nhóm các quá trình sản xuất trong đó một vật liệu lỏng (đồng, đồng, thủy tinh, nhôm, sắt) được (thường) đổ vào khuôn, trong đó có một khoang rỗng có hình dạng mong muốn, sau đó được phép đông đặc. Sau đó, vật đúc rắn được đẩy ra hoặc tách ra để hoàn thành quy trình, mặc dù giai đoạn cuối cùng của "công việc nguội" có thể tiếp theo trên vật đúc đã hoàn thành. Đúc có thể được sử dụng để tạo thành kim loại lỏng nóng hoặc các vật liệu khác nhau nguội sau khi trộn các thành phần (chẳng hạn như epoxit, bê tông, thạch cao và đất sét). Đúc thường được sử dụng để chế tạo các hình dạng phức tạp mà nếu không chế tạo bằng các phương pháp khác sẽ khó hoặc không kinh tế. Đồ đúc lâu đời nhất còn tồn tại là một con ếch Lưỡng Hà bằng đồng từ năm 3200 trước Công nguyên. Các kỹ thuật cụ thể bao gồm đúc sáp, đúc khuôn thạch cao và đúc cát.
Hàn là một quá trình mà các mảnh kim loại khác nhau được hợp nhất với nhau để tạo ra các hình dạng và thiết kế khác nhau. Có nhiều hình thức hàn khác nhau, chẳng hạn như hàn Oxy-nhiên liệu, hàn que, hàn MIG và hàn TIG. Nhiên liệu oxy có lẽ là phương pháp hàn phổ biến nhất khi nói đến việc tạo ra các tác phẩm điêu khắc bằng thép vì nó dễ sử dụng nhất để tạo hình cho thép cũng như làm cho các mối nối của thép sạch và ít gây chú ý hơn. Chìa khóa của hàn bằng nhiên liệu Oxy là đốt nóng từng miếng kim loại được nối đồng đều cho đến khi tất cả đều có màu đỏ và có độ sáng bóng. Một khi độ sáng bóng đó trên từng mảnh, độ sáng bóng đó sẽ sớm trở thành một 'vũng' nơi kim loại bị hóa lỏng và người thợ hàn phải làm cho các vũng đó liên kết lại với nhau, làm hợp kim. Sau khi nguội đi, vị trí nơi các hồ nối với nhau giờ là một mảnh kim loại liên tục. Cũng được sử dụng nhiều trong tạo tác điêu khắc bằng nhiên liệu Oxy là rèn. Rèn là quá trình nung nóng kim loại đến một thời điểm nhất định để làm mềm nó đủ để tạo hình thành các dạng khác nhau. Một ví dụ rất phổ biến là đốt nóng phần cuối của một thanh thép và dùng búa đập vào đầu đã nung nóng đỏ khi đang ở trên đe để tạo thành một điểm. Giữa các lần vung búa, thợ rèn quay thanh thép và dần dần tạo thành một điểm được mài từ đầu cùn của thanh thép.

### Thủy tinh

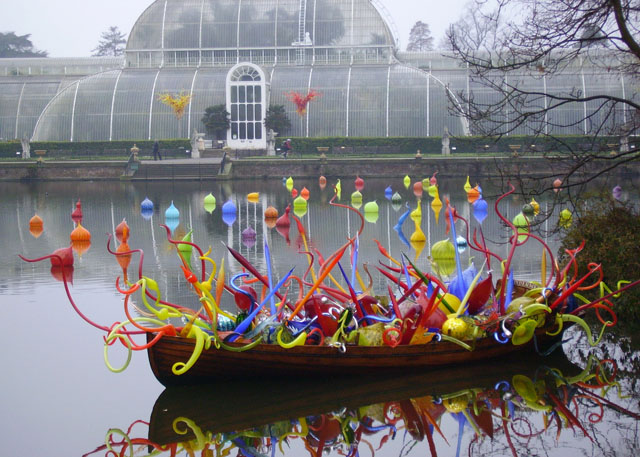
Dale Chihuly, 2006, (thủy tinh thổi)

Thủy tinh có thể được sử dụng để điêu khắc thông qua một loạt các kỹ thuật làm việc, mặc dù việc sử dụng nó cho các tác phẩm lớn là một sự phát triển gần đây. Nó có thể được chạm khắc, với độ khó đáng kể; Cúp Lycurgus của La Mã là tất cả, trừ chiếc cúp độc nhất. Đúc nóng có thể được thực hiện bằng cách múc thủy tinh nóng chảy vào khuôn đã được tạo ra bằng cách ép các hình dạng vào cát, khắc graphit hoặc khuôn thạch cao / silica chi tiết. Thủy tinh đúc trong lò nung bao gồm việc nung các khối thủy tinh trong lò nung cho đến khi chúng ở dạng lỏng và chảy vào khuôn chờ sẵn bên dưới trong lò nung. Thủy tinh cũng có thể được thổi và/hoặc điêu khắc nóng bằng các dụng cụ cầm tay dưới dạng một khối rắn hoặc như một phần của vật thể thổi. Các kỹ thuật gần đây hơn liên quan đến việc đục và dán tấm kính bằng polyme silicat và tia UV.

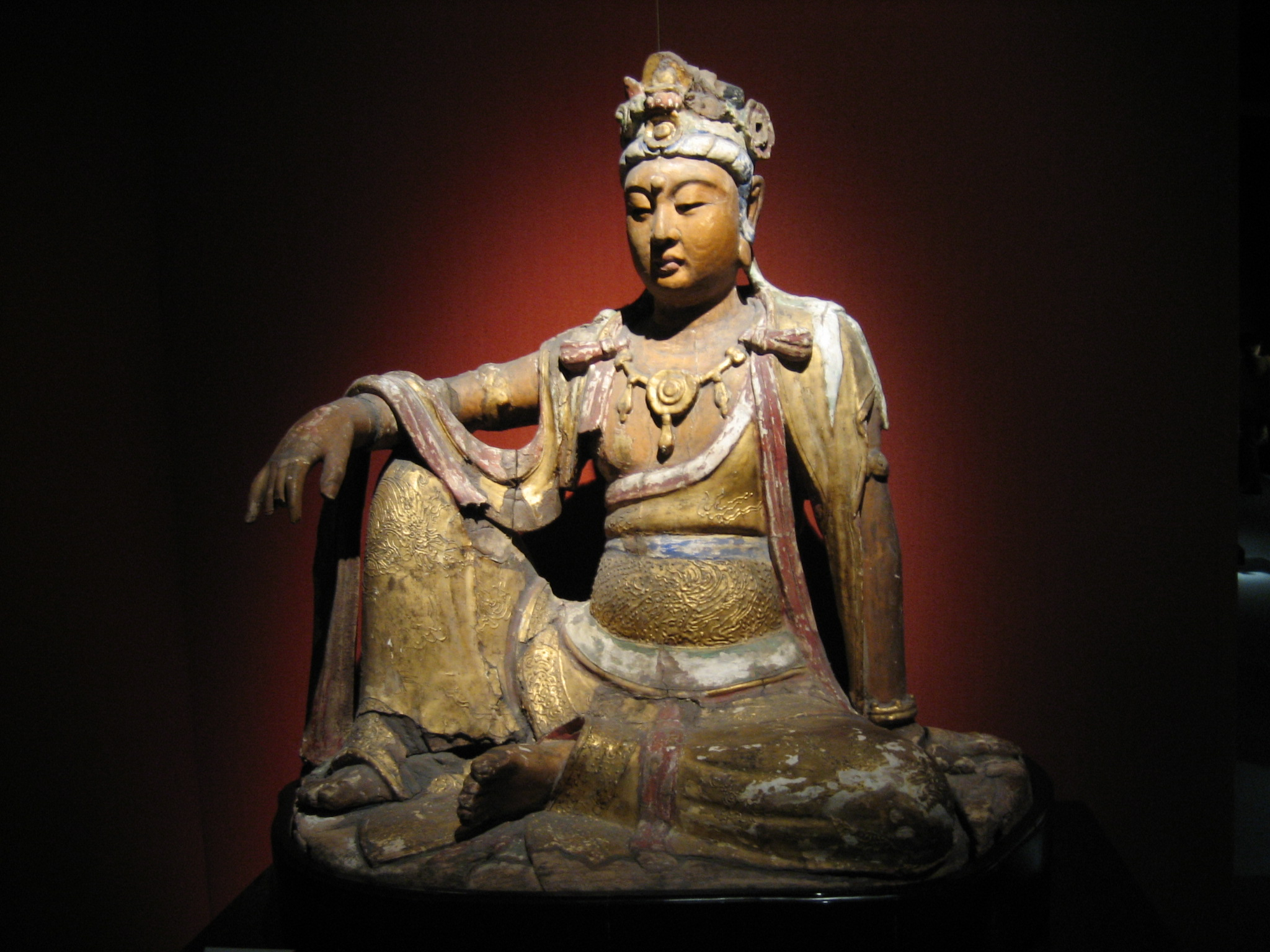
Tượng Bồ tát bằng gỗ được chạm khắc từ triều đại nhà Tống của Trung Quốc 960–1279, Bảo tàng Thượng Hải

### Đồ gốm
Gốm là một trong những vật liệu lâu đời nhất để điêu khắc, cũng như đất sét là phương tiện mà nhiều tác phẩm điêu khắc đúc bằng kim loại ban đầu được lấy mẫu để đúc. Các nhà điêu khắc thường xây dựng các tác phẩm sơ bộ nhỏ được gọi là maquettes bằng vật liệu phù du như thạch cao Paris, sáp, đất sét chưa nung hoặc nhựa dẻo. Nhiều nền văn hóa đã sản xuất đồ gốm kết hợp chức năng như một chiếc bình với một hình thức điêu khắc, và những bức tượng nhỏ thường phổ biến như chúng trong văn hóa phương Tây hiện đại. Tem và khuôn được sử dụng bởi hầu hết các nền văn minh cổ đại, từ La Mã cổ đại và Lưỡng Hà đến Trung Quốc.

### Khắc gỗ

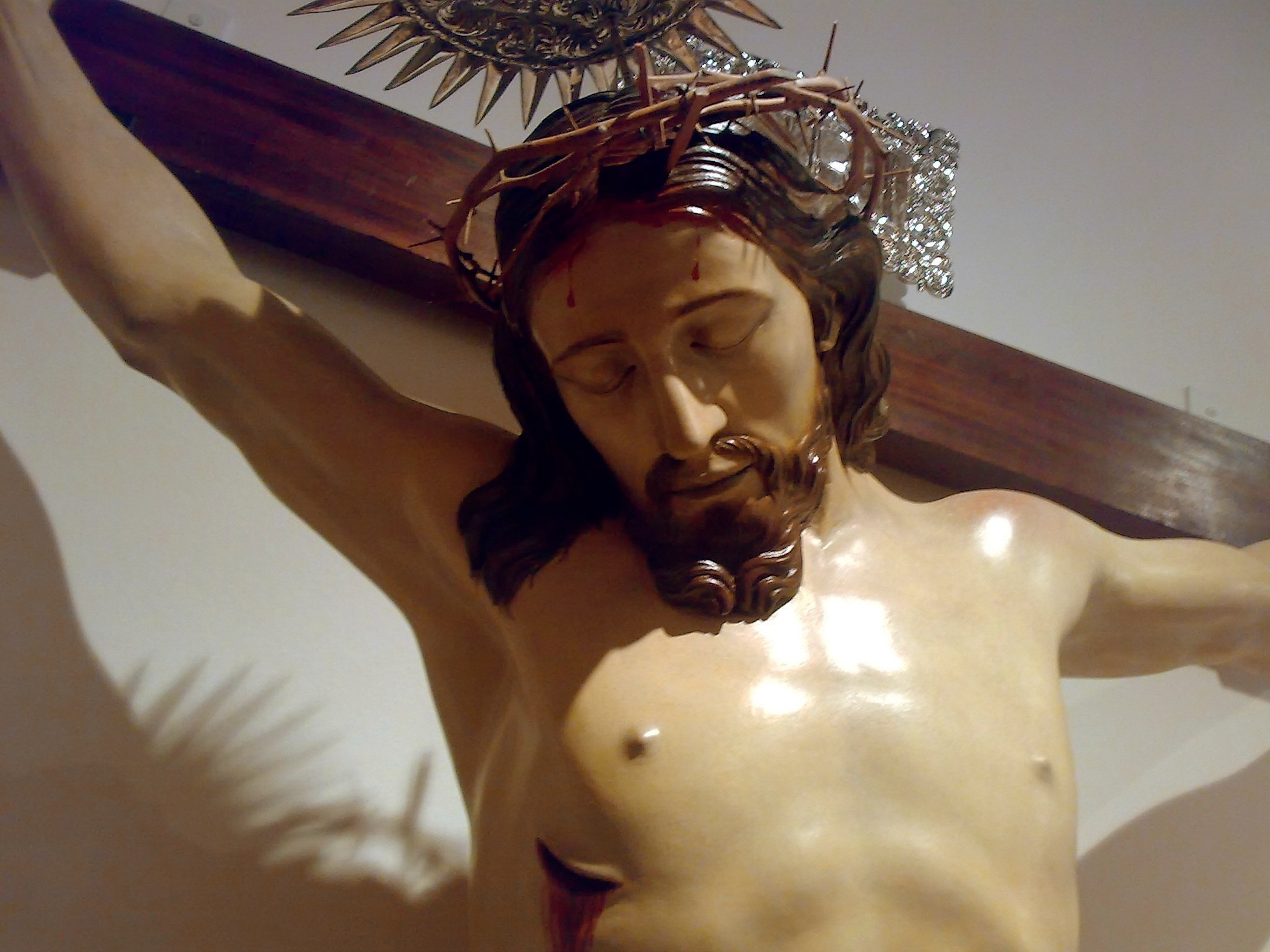
Chi tiết Sự đóng đinh của Chúa Giêsu, Tây Ban Nha, gỗ và vải đa sắc, 1793.

Chạm khắc gỗ đã được thực hành rất rộng rãi, nhưng tồn tại kém hơn nhiều so với các vật liệu chính khác, dễ bị mục nát, côn trùng phá hoại và hỏa hoạn. Do đó, nó tạo thành một yếu tố tiềm ẩn quan trọng trong lịch sử nghệ thuật của nhiều nền văn hóa. Tác phẩm điêu khắc gỗ ngoài trời không tồn tại lâu ở hầu hết các nơi trên thế giới, vì vậy chúng ta ít biết truyền thống cột vật tổ đã phát triển như thế nào. Nhiều tác phẩm điêu khắc quan trọng nhất của Trung Quốc và Nhật Bản nói riêng là bằng gỗ, và phần lớn các tác phẩm điêu khắc của châu Phi và châu Đại Dương và các khu vực khác.
Gỗ nhẹ, vì vậy thích hợp cho mặt nạ và các tác phẩm điêu khắc khác được dự định mang theo, và có thể lấy chi tiết rất tốt. Nó cũng dễ làm việc hơn nhiều so với đá. Nó rất thường được sơn sau khi chạm khắc, nhưng lớp sơn bị mòn kém hơn so với gỗ, và thường bị thiếu ở những mảnh còn sót lại. Gỗ sơn thường được mô tả về mặt kỹ thuật là "gỗ và đa sắc ". Thông thường, một lớp gesso hoặc thạch cao được áp dụng cho gỗ, sau đó sơn được áp dụng cho phần đó.

## Địa vị xã hội của các nhà điêu khắc

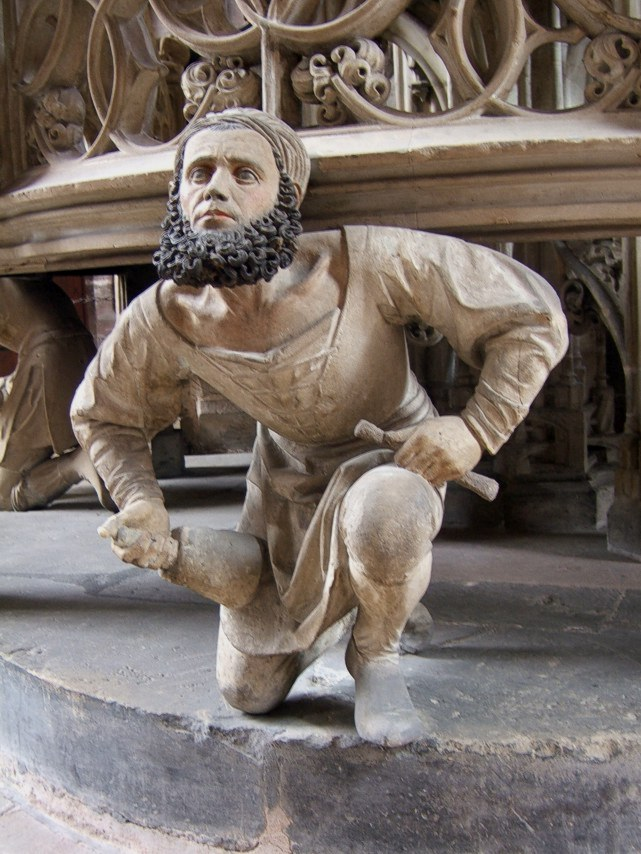
Nhà điêu khắc Adam Kraft ở Nuremberg, tự họa từ Nhà thờ St Lorenz, những năm 1490.

Trên toàn thế giới, các nhà điêu khắc thường là những người thợ có công việc chưa được ký kết; trong một số truyền thống, ví dụ như Trung Quốc, nơi điêu khắc không có cùng uy tín của hội họa văn học, điều này đã ảnh hưởng đến vị thế của chính tác phẩm điêu khắc. Ngay cả ở Hy Lạp cổ đại, nơi các nhà điêu khắc như Phidias trở nên nổi tiếng, họ dường như vẫn giữ được địa vị xã hội giống như các nghệ nhân khác, và có lẽ phần thưởng tài chính không lớn hơn nhiều, mặc dù một số đã ký vào tác phẩm của họ. Trong thời Trung cổ, các nghệ sĩ như Gislebertus ở thế kỷ 12 đôi khi ký tên vào tác phẩm của họ, và được các thành phố khác nhau săn đón, đặc biệt là từ Trecento trở đi ở Ý, với những nhân vật như Arnolfo di Cambio, Nicola Pisano và con trai ông là Giovanni. Những thợ kim hoàn và thợ kim hoàn, kinh doanh các vật liệu quý và thường làm chủ ngân hàng, thuộc về các bang hội hùng mạnh và có địa vị đáng kể, thường giữ chức vụ dân sự. Nhiều nhà điêu khắc cũng thực hành trong các nghệ thuật khác; Andrea del Verrocchio cũng vẽ, và Giovanni Pisano, Michelangelo, và Jacopo Sansovino là kiến trúc sư. Một số nhà điêu khắc duy trì các xưởng lớn. Ngay cả trong thời kỳ Phục hưng, bản chất vật lý của tác phẩm đã được Leonardo da Vinci và những người khác cho rằng đã làm giảm vị thế của điêu khắc trong nghệ thuật, mặc dù danh tiếng của Michelangelo có lẽ đã dập tắt ý tưởng lâu đời này.
Từ thời kỳ Phục hưng Cao, các nghệ sĩ như Michelangelo, Leone Leoni và Giambologna có thể trở nên giàu có, nổi tiếng và được các hoàng tử tôn trọng, sau một thời gian tranh cãi gay gắt về vị thế tương đối của điêu khắc và hội họa. Phần lớn tác phẩm điêu khắc trang trí trên các tòa nhà vẫn là thương mại, nhưng các nhà điêu khắc sản xuất các tác phẩm riêng lẻ đã được công nhận ngang hàng với các họa sĩ. Từ thế kỷ 18 trở về trước, điêu khắc cũng thu hút sinh viên trung lưu, mặc dù nó chậm hơn so với hội họa. Nữ điêu khắc xuất hiện lâu hơn nữ họa sĩ, và ít nổi bật hơn cho đến thế kỷ 20.

## Phong trào chống điêu khắc
Chủ nghĩa Aniconism vẫn bị giới hạn trong Do Thái giáo, vốn không chấp nhận điêu khắc tượng hình cho đến thế kỷ 19, trước khi mở rộng sang Cơ đốc giáo sơ khai, vốn ban đầu chấp nhận các tác phẩm điêu khắc lớn. Trong Cơ đốc giáo và Phật giáo, điêu khắc trở nên rất quan trọng. Chính thống giáo phương Đông của Cơ đốc giáo chưa bao giờ chấp nhận tác phẩm điêu khắc hoành tráng, và đạo Hồi đã nhất quán từ chối gần như tất cả các tác phẩm điêu khắc tượng hình, ngoại trừ những hình rất nhỏ trong phù điêu và một số hình động vật thực hiện một chức năng hữu ích, như những con sư tử nổi tiếng đỡ đài phun nước ở Alhambra. Nhiều hình thức của đạo Tin lành cũng không tán thành tác phẩm điêu khắc tôn giáo. Đã có rất nhiều cuộc phá hủy hình tượng điêu khắc xuất phát từ động cơ tôn giáo, từ những người Cơ đốc giáo sơ khai, cơn bão của cuộc Cải cách Tin lành cho đến việc Taliban phá hủy tượng Phật ở Bamyan năm 2001.

## Lịch sử

### Thời kỳ tiền sử

#### Châu Âu
Những ví dụ sớm nhất về nghệ thuật điêu khắc thuộc về nền văn hóa Aurignacian, nằm ở châu Âu và tây nam châu Á và hoạt động mạnh vào đầu thời kỳ đồ đá cũ trên. Cùng với việc sản xuất một số nghệ thuật hang động sớm nhất được biết đến, những người thuộc nền văn hóa này đã phát triển các công cụ bằng đá được chế tác tinh xảo, sản xuất mặt dây chuyền, vòng tay, hạt ngà voi và sáo xương, cũng như các bức tượng nhỏ ba chiều.
Tượng Löwenmensch cao 30 cm được tìm thấy ở khu vực Hohlenstein Stadel của Đức là một hình người sư tử được nhân hóa được chạm khắc từ ngà voi ma mút len. Nó đã được xác định niên đại khoảng 35–40.000  BP, cùng với Venus of Hohle Fels, là ví dụ lâu đời nhất chưa được kiểm chứng của nghệ thuật tượng hình.
Phần lớn nghệ thuật thời tiền sử còn sót lại là những tác phẩm điêu khắc di động nhỏ, với một nhóm nhỏ tượng thần Vệ nữ như Thần Vệ nữ của Willendorf (24–26.000  BP) được tìm thấy trên khắp Trung Âu. Tuần lộc bơi cách đây khoảng 13.000 năm là một trong những tác phẩm điêu khắc đẹp nhất trong số các tác phẩm chạm khắc của người Magdalenian bằng xương hoặc nhung của động vật trong nghệ thuật của thời kỳ đồ đá cũ trên, mặc dù chúng có số lượng nhiều hơn các bức chạm khắc, đôi khi được xếp vào loại điêu khắc. Hai trong số những tác phẩm điêu khắc thời tiền sử lớn nhất có thể được tìm thấy tại hang động Tuc d'Audobert ở Pháp, nơi khoảng 12–17.000 năm trước, một nhà điêu khắc bậc thầy đã sử dụng một công cụ bằng đá giống như thìa và những ngón tay để tạo mô hình một cặp bò rừng lớn bằng đất sét trên nền đá vôi. đá.
Với sự khởi đầu của thời kỳ đồ đá mới ở châu Âu, điêu khắc tượng hình đã giảm đi đáng kể, và vẫn là một yếu tố ít phổ biến hơn trong nghệ thuật so với trang trí phù điêu của các đồ vật thực tế cho đến thời kỳ La Mã, mặc dù một số tác phẩm như vạc Gundestrup từ thời kỳ đồ sắt châu Âu và Cỗ xe mặt trời Trundholm thời kỳ đồ đồng.

#### Cận Đông cổ đại
Từ thời Cận Đông cổ đại, Urfa Man bằng đá có kích thước quá lớn từ Thổ Nhĩ Kỳ hiện đại có từ khoảng 9.000 trước Công nguyên, và Tượng 'Ain Ghazal từ khoảng năm 7200 đến 6500 trước Công nguyên. Chúng đến từ Jordan hiện đại, được làm bằng vôi vữa và lau sậy, và có kích thước bằng nửa người thật; có 15 bức tượng, một số có hai đầu cạnh nhau, và 15 tượng bán thân. Những hình người và động vật nhỏ bằng đất sét được tìm thấy ở nhiều địa điểm trên khắp Cận Đông từ thời kỳ đồ đá mới tiền gốm, và thể hiện sự khởi đầu của một truyền thống ít nhiều liên tục trong khu vực.

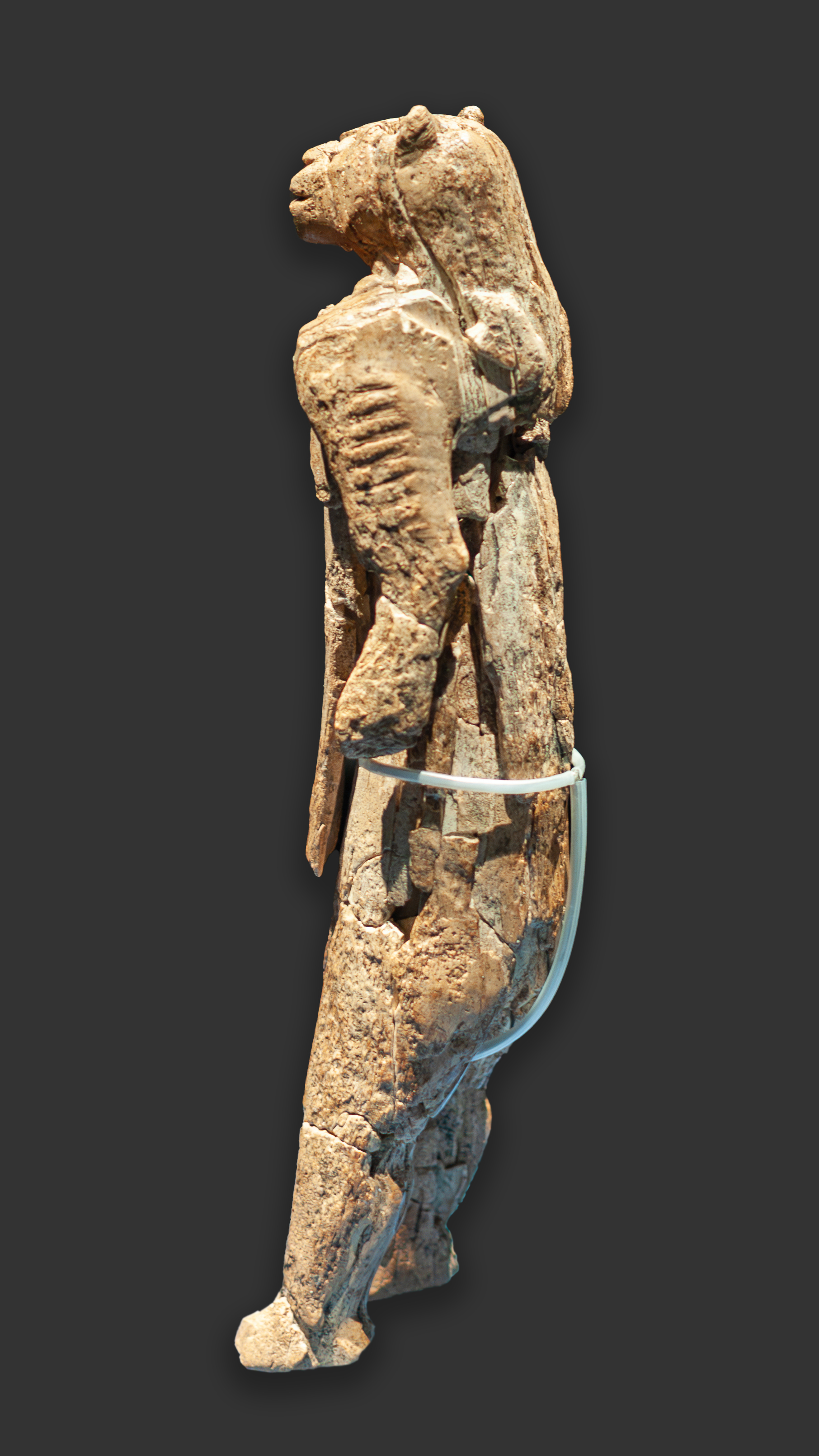
Löwenmensch, đến từ Hohlenstein-Stadel, hiện ở Bảo tàng Ulmer, Ulm, Đức, bức tượng người-động vật nhân loại cổ nhất được biết đến, thời Aurignacian, c.   35–40.000   BP
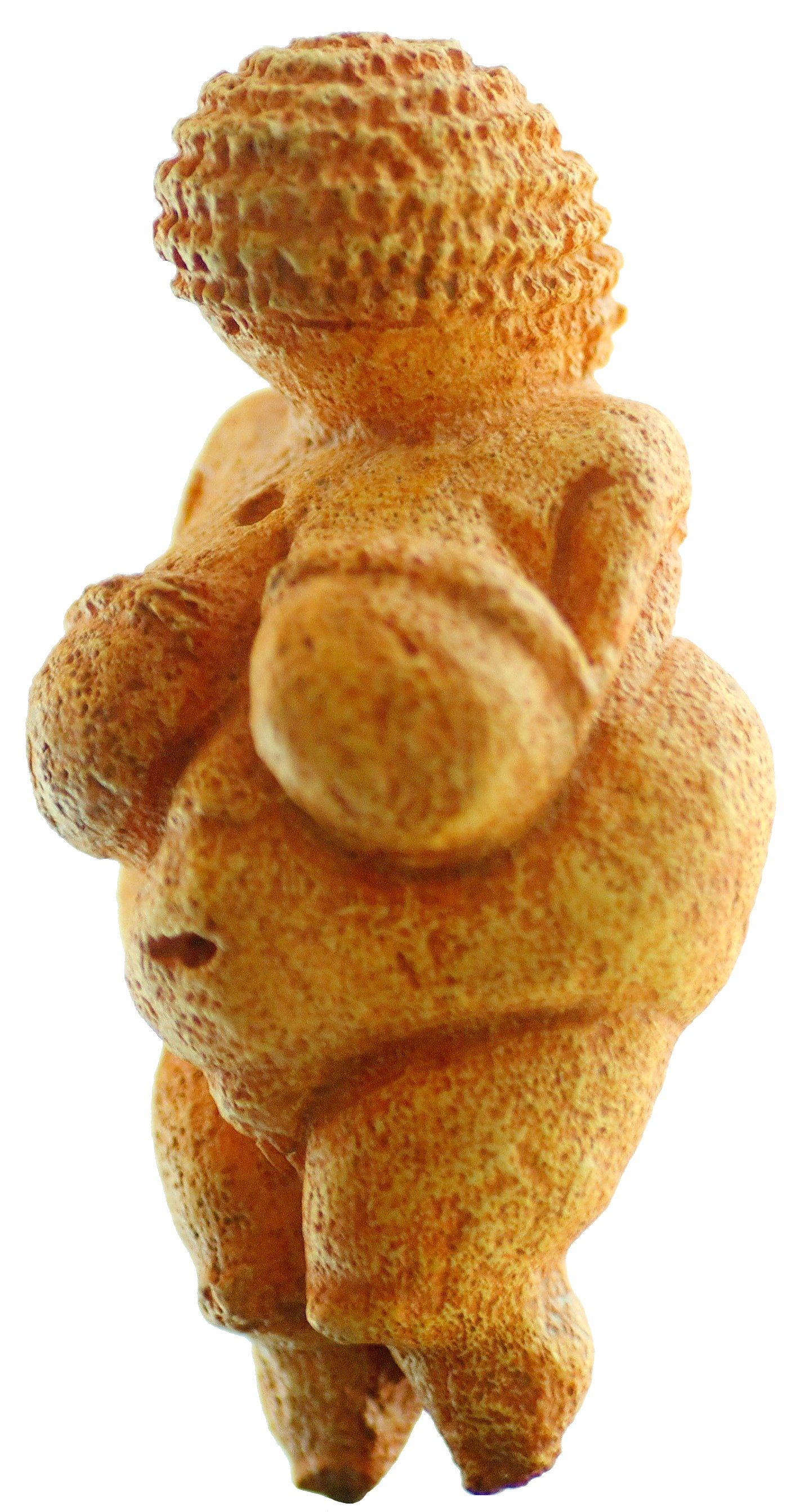
Sao Kim của Willendorf, c.   24.000–26.000   BP
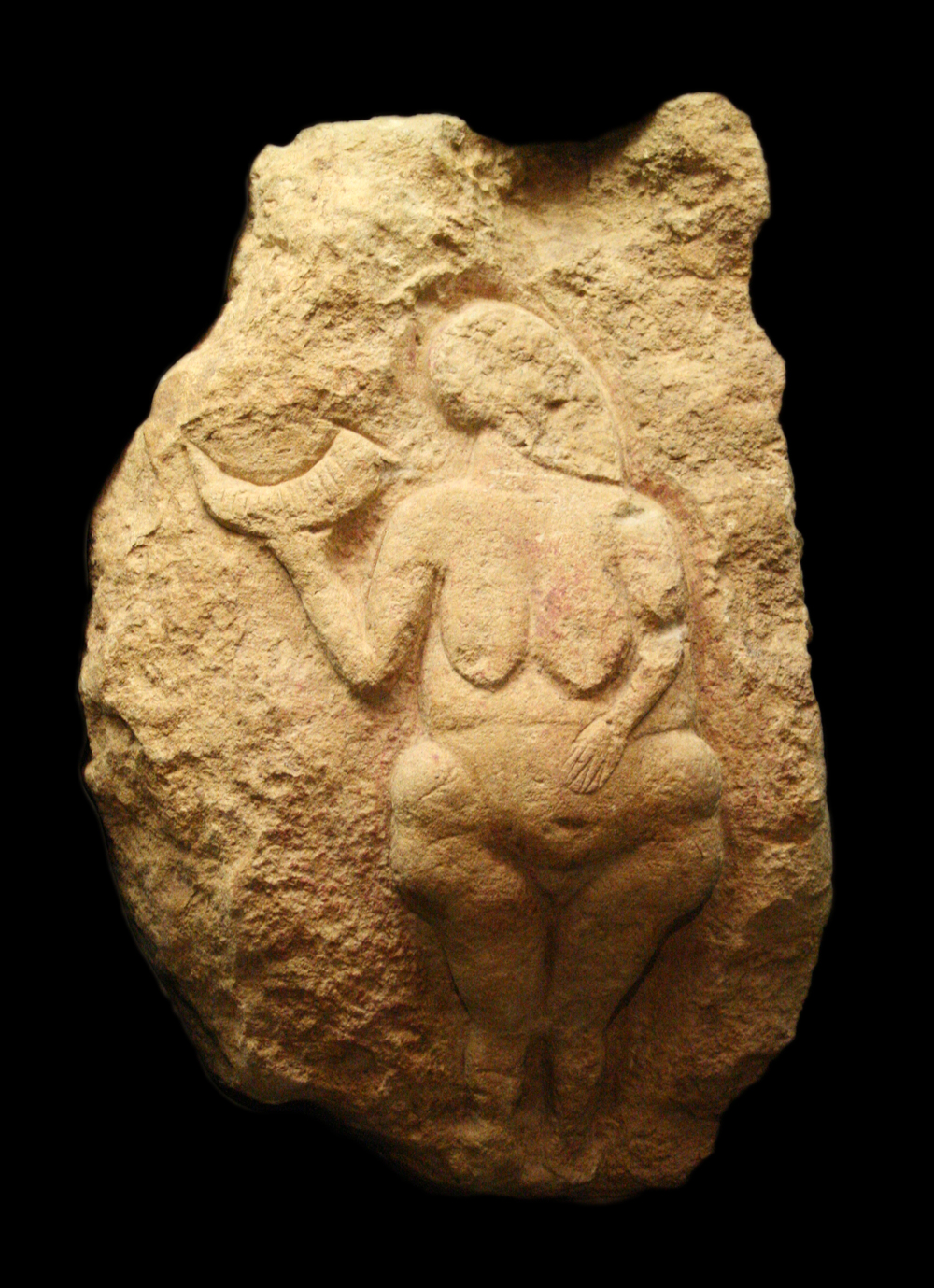
Sao Kim của Laussel c.   27.000   BP, một tác phẩm chạm khắc thời đồ đá cũ ở Thượng, bảo tàng Bordeaux, Pháp
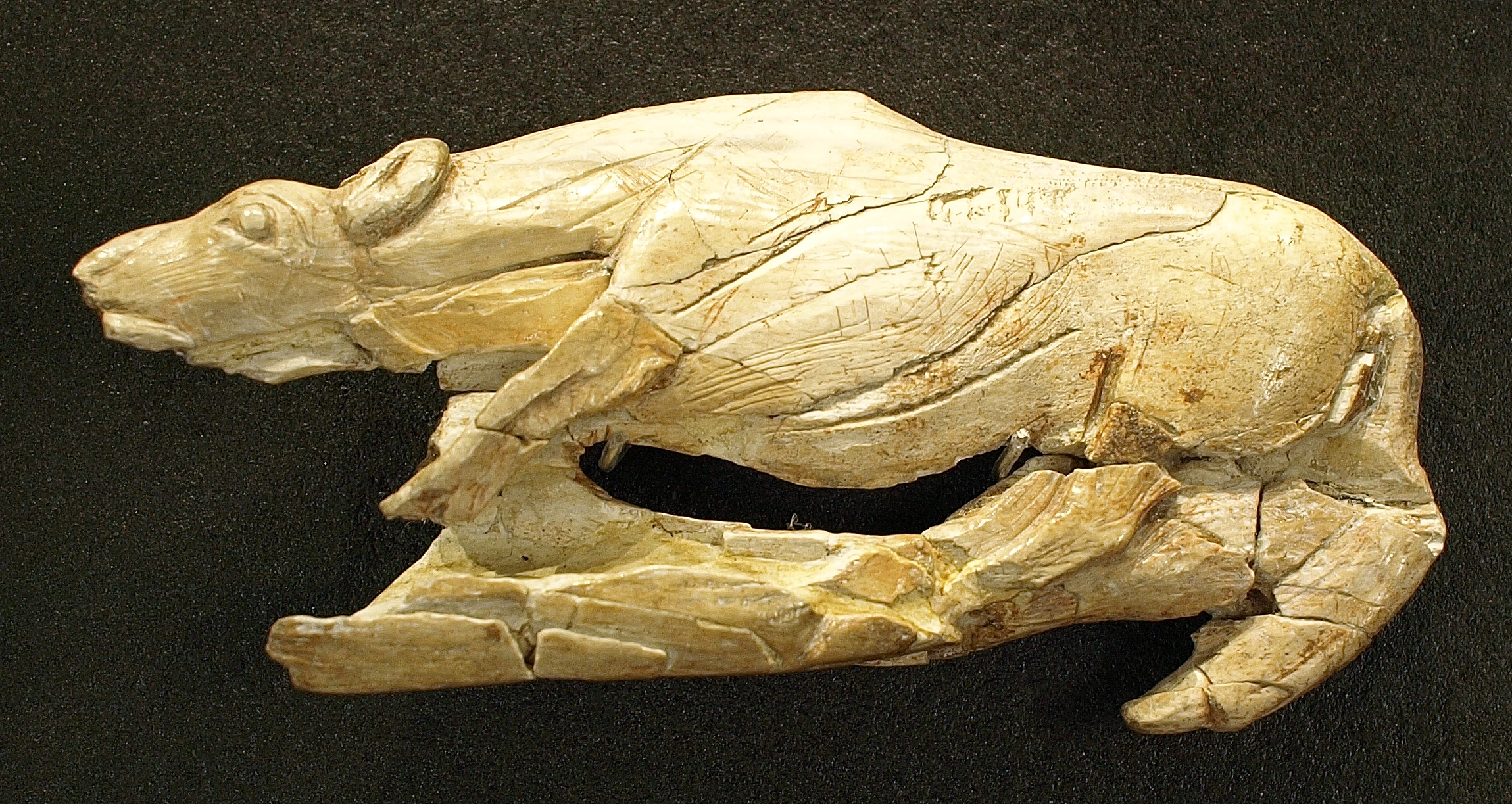
Linh cẩu leo, c.   12–17.000   BP, ngà voi ma mút, tìm thấy ở La Madeleine, Pháp
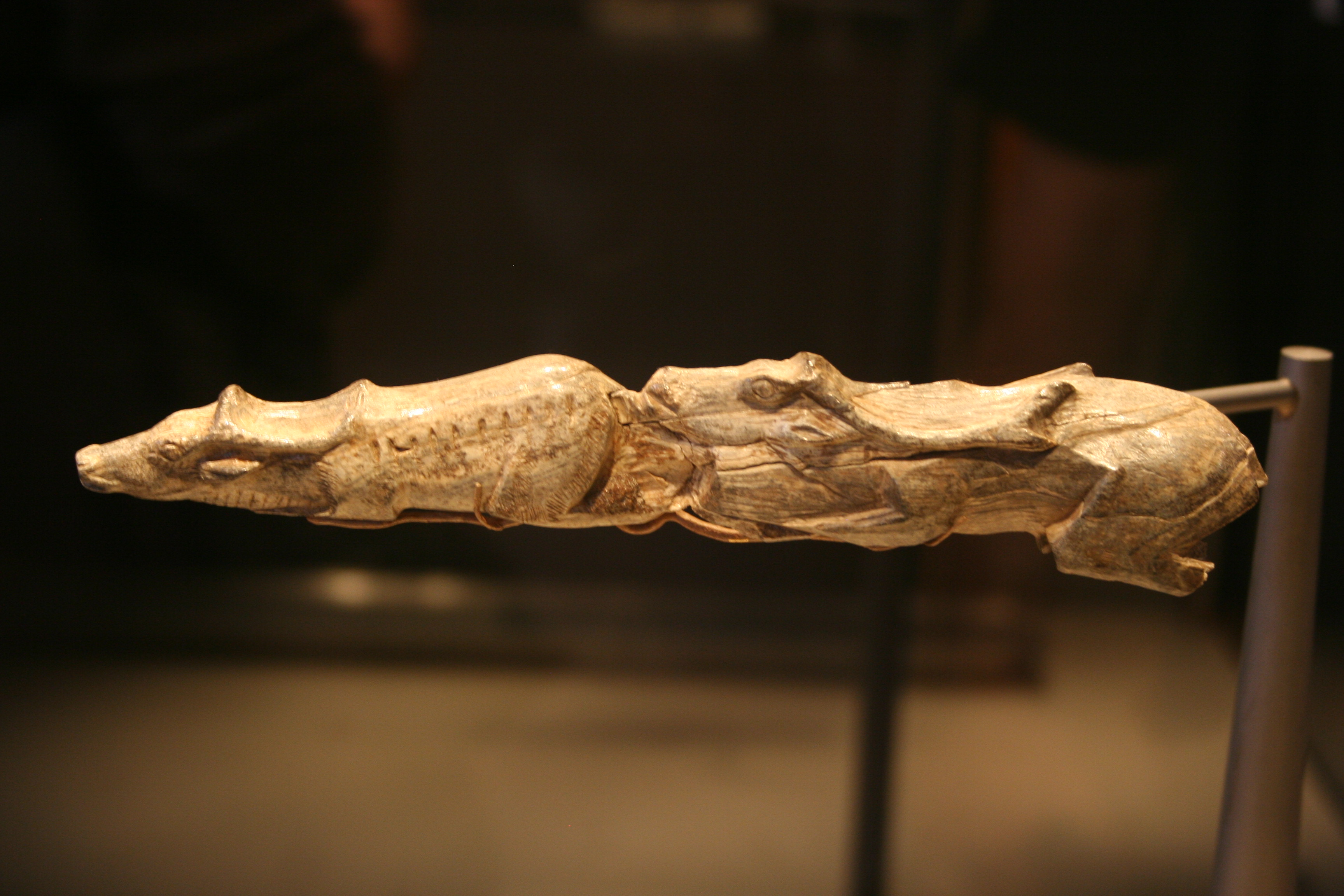
Tuần lộc bơi c.   13.000 BP, tuần lộc cái và đực bơi - cuối thời kỳ Magdalenian, được tìm thấy tại Montastruc, Tarn et Garonne, Pháp
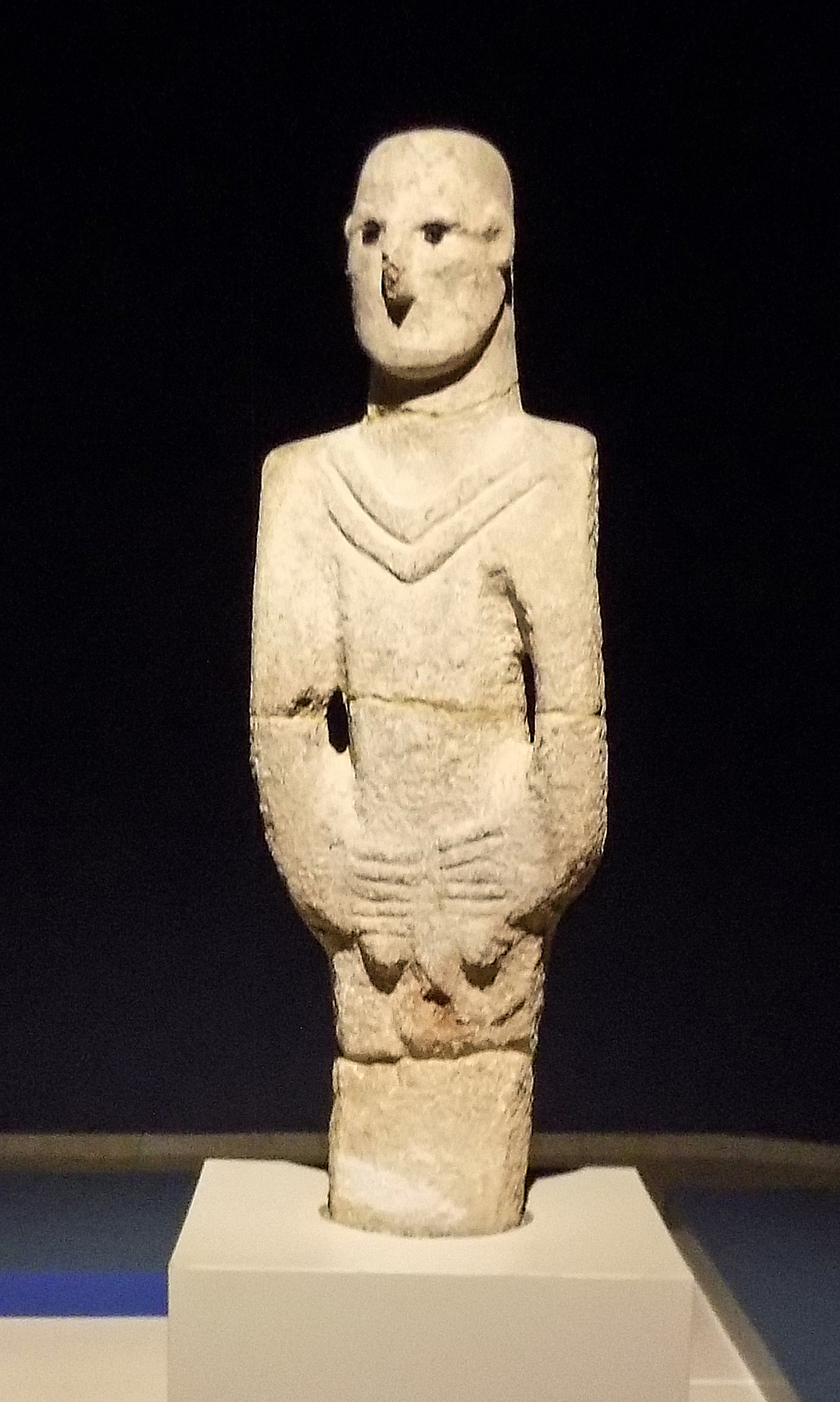
Urfa Man, trong Bảo tàng Şanlıurfa; sa thạch, 1,80 mét, c. 9.000 TCN
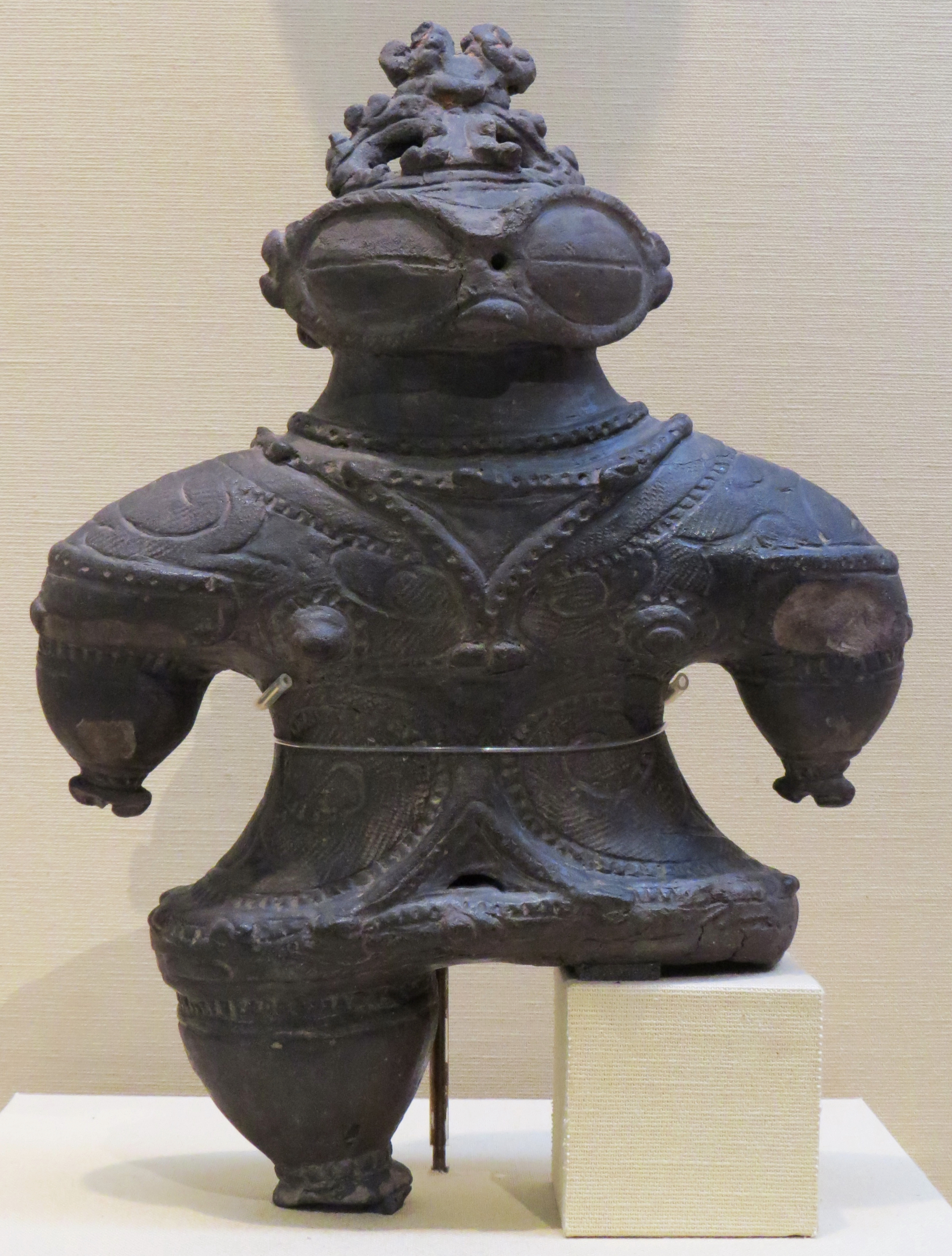
Một nhân vật Jōmon dogū, thiên niên kỷ 1 trước Công nguyên, Nhật Bản
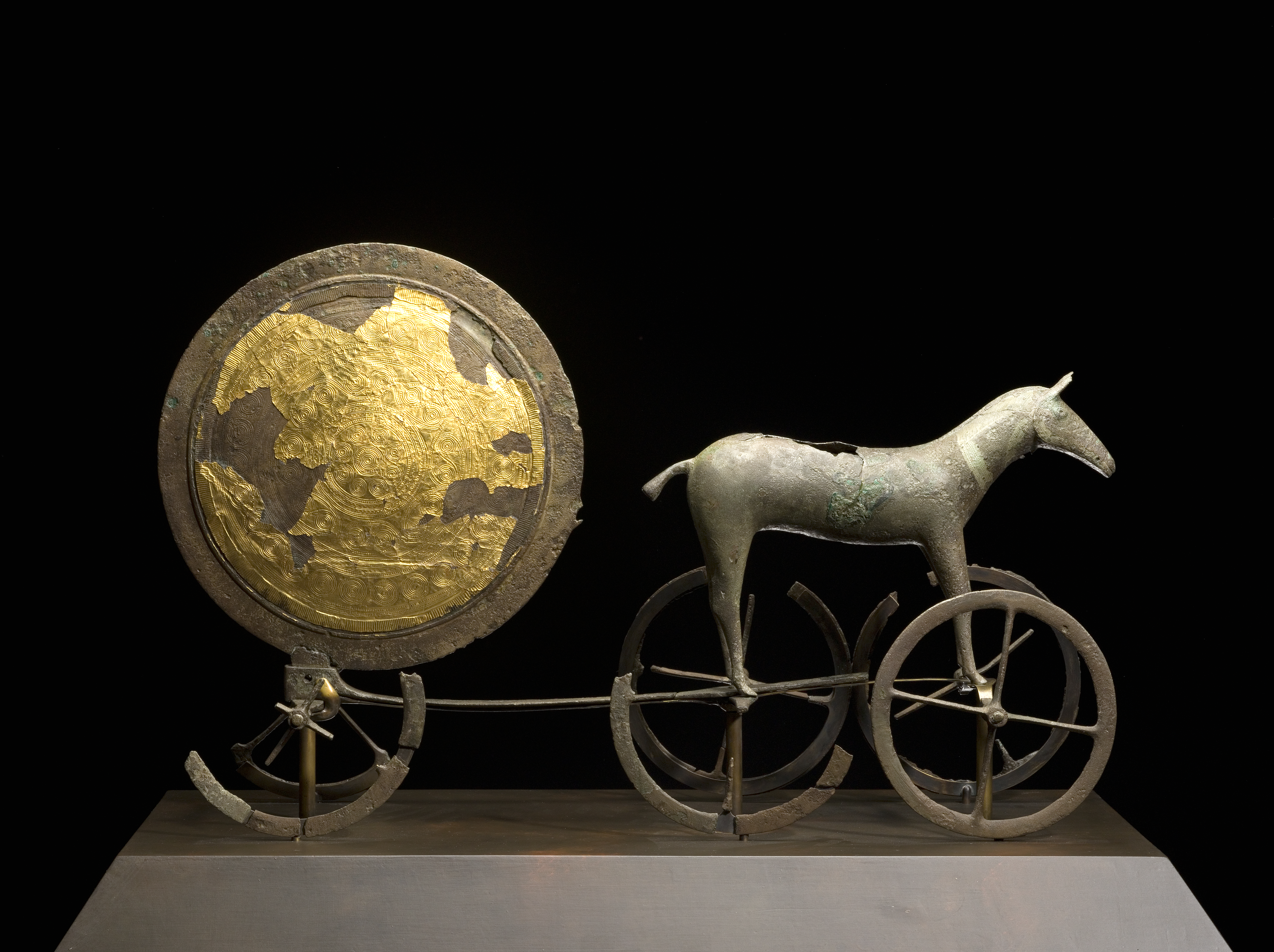
Cỗ xe mặt trời Trundholm, có lẽ từ năm 1800–1500 trước Công nguyên; mặt này mạ vàng, mặt kia "sẫm màu".

### Cận Đông cổ đại

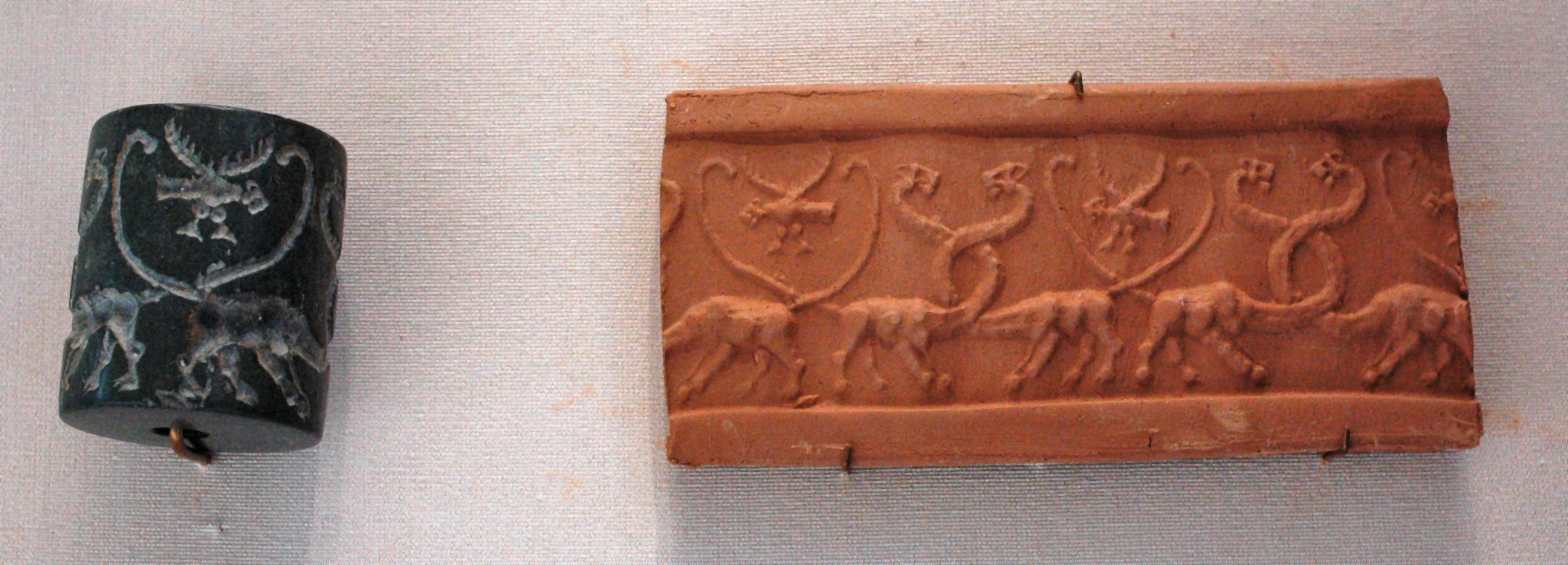
Con dấu hình trụ với hình con dấu của nó trên đất sét; nông dân và đại bàng, Thời kỳ Uruk, 4100–3000 TCN

Thời kỳ Protoliterate ở Mesopotamia, do Uruk thống trị, chứng kiến việc sản xuất các tác phẩm tinh vi như Bình Warka và con dấu hình trụ. Guennol Lioness là một hình tượng đá vôi nhỏ nổi bật từ Elam khoảng 3000–2800 TCN, một phần là người và một phần sư tử cái. Một chút sau đó, có một số nhân vật của các thầy tu và những người thờ phượng mắt to, hầu hết là bằng đồng cao và cao đến một mét, đã tham dự các bức tượng thờ cúng của vị thần trong đền thờ, nhưng rất ít trong số này còn sống sót. Các tác phẩm điêu khắc từ thời kỳ Sumer và Akkadian thường có đôi mắt to, nhìn chằm chằm và râu dài ở nam giới. Nhiều kiệt tác cũng đã được tìm thấy tại Nghĩa trang Hoàng gia tại Ur (khoảng năm 2650 trước Công nguyên), bao gồm hai hình tượng Ram trong Thicket, Con bò đồng và đầu một con bò đực trên một trong những con Lyres of Ur.
Từ nhiều thời kỳ tiếp theo trước khi Đế chế Tân Assyria lên ngôi vào thế kỷ thứ 10 trước Công nguyên, nghệ thuật Lưỡng Hà tồn tại ở một số hình thức: con dấu hình trụ, hình tròn tương đối nhỏ và phù điêu với nhiều kích cỡ khác nhau, bao gồm cả mảng gốm đúc rẻ tiền cho gia đình, một số tôn giáo và một số dường như không. Burney Relief là một công trình phức tạp khác thường và tương đối lớn (20 x 15   inch, 50 x 37   cm) tấm bảng bằng đất nung của một nữ thần có cánh trần với bàn chân của một con chim săn mồi, và những con cú và sư tử. Nó có từ thế kỷ 18 hoặc 19 trước Công nguyên, và cũng có thể được đúc. Những tấm bia đá, đồ cúng vàng mã, hoặc những tấm bia tưởng niệm các chiến thắng và thể hiện lễ vật, cũng được tìm thấy từ các ngôi đền, không giống như những tấm bia chính thức khác, thiếu những dòng chữ có thể giải thích chúng; Tấm bia Kền kền rời rạc là một ví dụ ban đầu về loại có khắc chữ, và Tượng đài đen của người Assyria của Shalmaneser III là một tấm bia lớn và rắn.

## Điêu khắc hiện đại

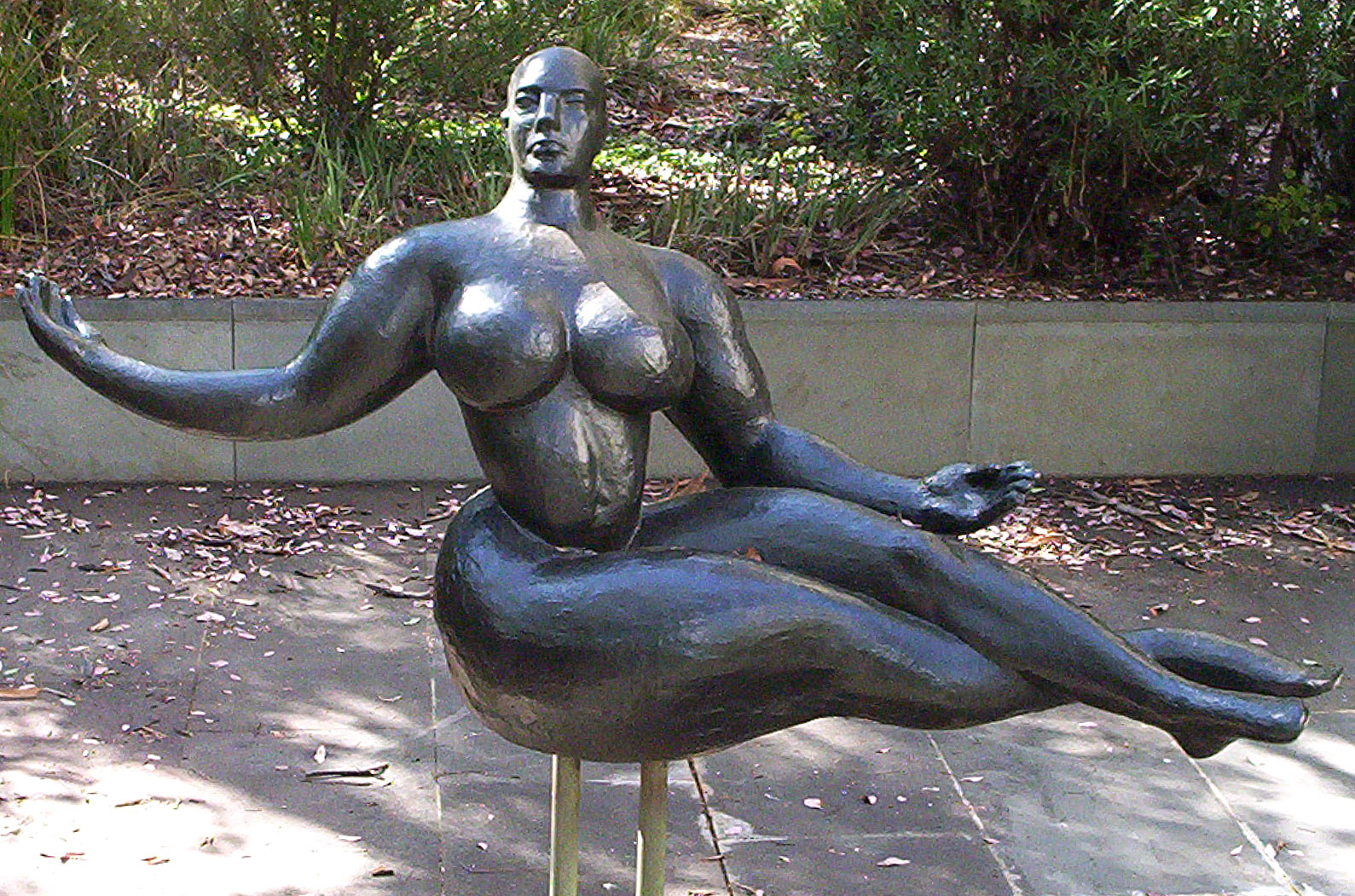
Floating Figure 1927, đồng, Bảo tàng quốc gia Australia

Phong trào điêu khắc hiện đại bao gồm xu hướng lập thể, trừu tượng hình học, De Stijl, Suprematism, chủ nghĩa Dada, chủ nghĩa siêu thực, chủ nghĩa vị lai, hình thức chủ nghĩa biểu hiện trừu tượng, Pop-Art, Minimalism, Land art, và nghệ thuật sắp đặt.
Trong những ngày đầu của thế kỷ 20, Pablo Picasso cách mạng hóa nghệ thuật điêu khắc khi ông bắt đầu tạo ra công trình xây dựng thời của mình bằng cách kết hợp các đối tượng khác nhau vào những tác phẩm điêu khắc. Picasso tái tạo nghệ thuật điêu khắc xây dựng một tác phẩm trong ba chiều với các vật liệu khác nhau. Cũng như cắt dán là một sự phát triển căn bản trong nghệ thuật hai chiều để phát triển sáng tạo cơ bản trong tác phẩm điêu khắc ba chiều. Sự ra đời của chủ nghĩa siêu thực đã dẫn đến những điều đôi khi được mô tả như là "tác phẩm điêu khắc" sẽ không có được như vậy trước đây, chẳng hạn như "tác phẩm điêu khắc không tự nguyện" trong các giác quan. Trong những năm sau đó, Pablo Picasso trở thành một ceramicist sung mãn và potter, cuộc cách mạng cách nghệ thuật Gốm được cảm nhận. George E. OHR và nhà điêu khắc đương đại như: Peter Voulkos, Kenneth Giá, Robert Arneson, và George Segal và những người khác đã có hiệu quả sử dụng gốm sứ như là một phương tiện quan trọng cho công việc của họ.
Tương tự như vậy, tác phẩm của Constantin Brancuşi ở đầu thế kỷ này đã mở đường cho tác phẩm điêu khắc trừu tượng. Trong cuộc nổi dậy chống lại nghĩa tự nhiên của Rodin và đương thời cuối thế kỷ 19. Những hình thức trang nhã tinh tế đã trở thành đồng nghĩa với nghệ thuật điêu khắc thế kỷ 20. Năm 1927, Brancuşi đã thắng một vụ kiện đối với cơ quan hải quan Hoa Kỳ đã cố gắng đánh giá thấp tác phẩm điêu khắc của mình như là kim loại thô. Vụ kiện đã dẫn đến những thay đổi pháp luật cho phép nhập khẩu nghệ thuật trừu tượng miễn thuế.
Kể từ khi xu hướng hiện đại những năm 1950 trong tác phẩm điêu khắc trừu tượng và mang tính tượng trưng đã chiếm ưu thế trong trí tưởng tượng của công chúng và sự phổ biến của tác phẩm điêu khắc hiện đại đã ngồi ngoài phương pháp truyền thống. Picasso đã được ủy nhiệm để thực hiện một sa bàn cho một tác phẩm điêu khắc khổng lồ công cộng 50-foot (15 m) cao được xây dựng ở Chicago, thường được biết đến như Picasso Chicago. Ông đã tiếp cận dự án với rất nhiều sự nhiệt tình, thiết kế một tác phẩm điêu khắc đó là mơ hồ và có phần gây tranh cãi. Hình đại diện không được biết, nó có thể là một con chim, một con ngựa, một người phụ nữ hoặc hình dạng hoàn toàn trừu tượng. Các tác phẩm điêu khắc, một trong những địa danh dễ nhận biết nhất ở trung tâm thành phố Chicago, đã được công bố vào năm 1967. Picasso từ chối để được trả $ 100.000 cho nó, tặng nó cho người dân của thành phố.
Trong cuối những năm 1950 và những năm 1960, nhà điêu khắc trừu tượng bắt đầu thử nghiệm với một mảng rộng các vật liệu mới và có những cách tiếp cận khác nhau để tạo ra tác phẩm của họ. Hình ảnh siêu thực, trừu tượng, vật liệu mới và kết hợp các nguồn năng lượng mới, các bề mặt và các đối tượng khác nhau đã trở thành đặc trưng của nhiều tác phẩm điêu khắc hiện đại mới. Dự án hợp tác với các nhà thiết kế cảnh quan, kiến trúc sư và kiến trúc sư cảnh quan mở rộng các không gian ngoài trời và tích hợp theo ngữ cảnh.
Các nghệ sĩ như Isamu Noguchi, David Smith, Alexander Calder, Jean Tinguely, Richard Lippold, George Rickey, Louise Bourgeois, và Louise Nevelson đến để mô tả cái nhìn của tác phẩm điêu khắc hiện đại, và các công trình tối giản bởi Tony Smith, Robert Morris, Donald Judd, Larry Bell, Anne Truitt, Giacomo Benevelli, Arnaldo Pomodoro, Richard Serra, Dan Flavin, những người khác đưa tác phẩm điêu khắc trừu tượng đương đại theo những hướng mới.
Vào những năm 1960 chủ nghĩa biểu hiện trừu tượng, trừu tượng hình học và Minimalism chiếm ưu thế. Một số công trình của thời kỳ này là: David Smith, các công trình thép hàn của Sir Anthony Caro, tác phẩm quy mô lớn của John Chamberlain, Suvero Mark.
Trong những năm 1960 và 1970 tác phẩm điêu khắc tượng trưng của các nghệ sĩ hiện đại trong các hình thức cách điệu bởi các nghệ sĩ như: Leonard Baskin, Ernest trova, Marisol Escobar, Paul Thek, và Manuel Neri đã trở thành phổ biến. Trong những năm 1980 một số nghệ sĩ, trong số những người khác, khám phá tác phẩm điêu khắc tượng trưng là Robert Graham trong một phong cách cổ điển khớp nối và Fernando Botero đưa con số quá khổ của bức họa của mình vào tác phẩm điêu khắc hoành tráng.

## Hình ảnh

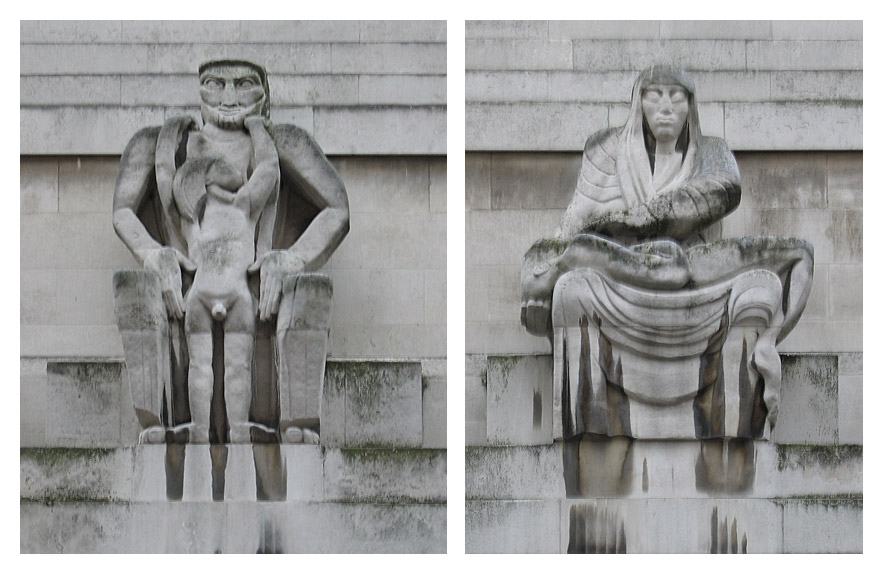
Jacob Epstein, Ngày và đêm, carved for the London Underground's headquarters, 1928.
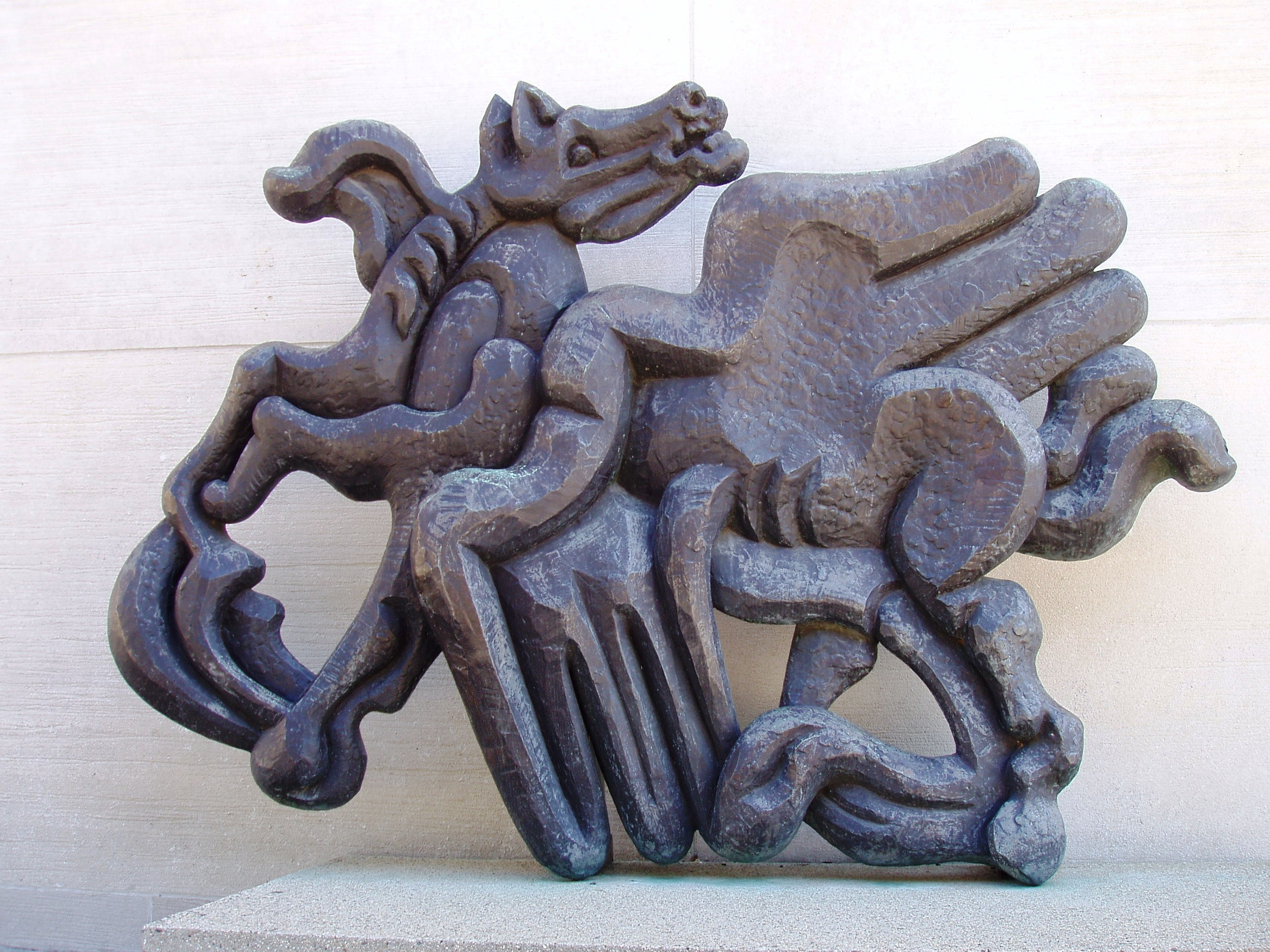
Jacques Lipchitz, "Birth of the Muses", (1944-1950).
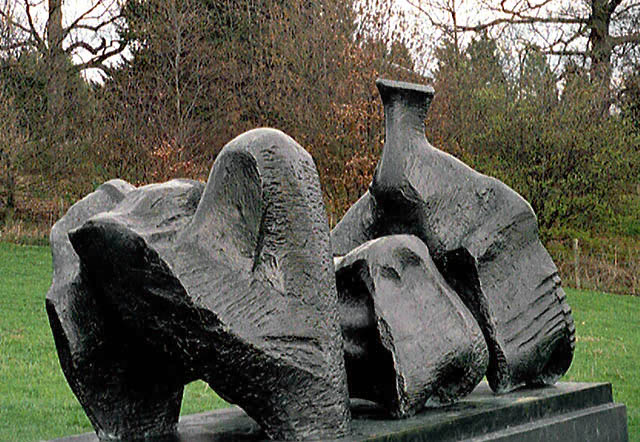
Henry Moore, Three Piece Reclining figure No.1, 1961, Yorkshire
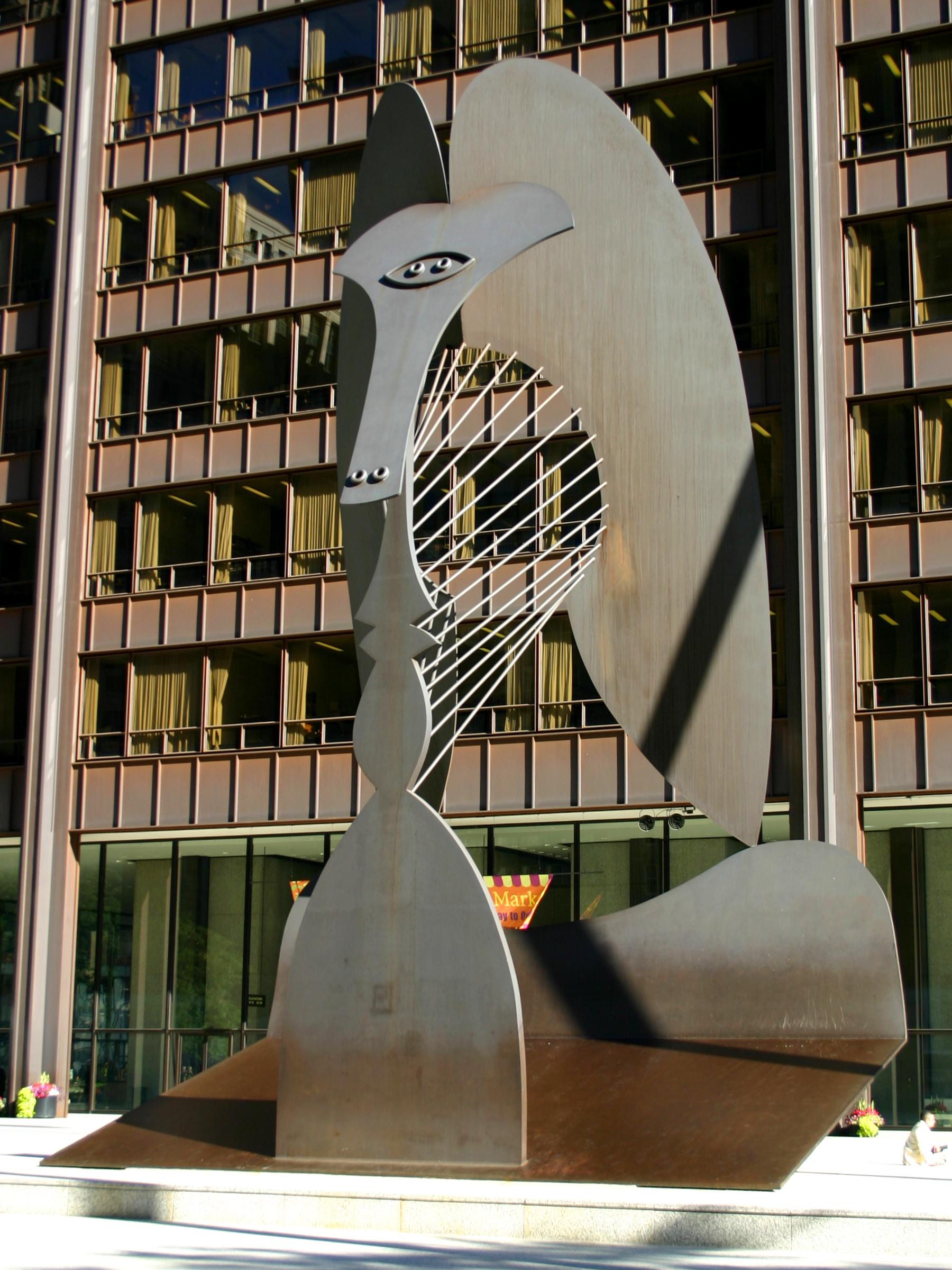
Pablo Picasso, Public Sculpture, 1967, Chicago, Illinois
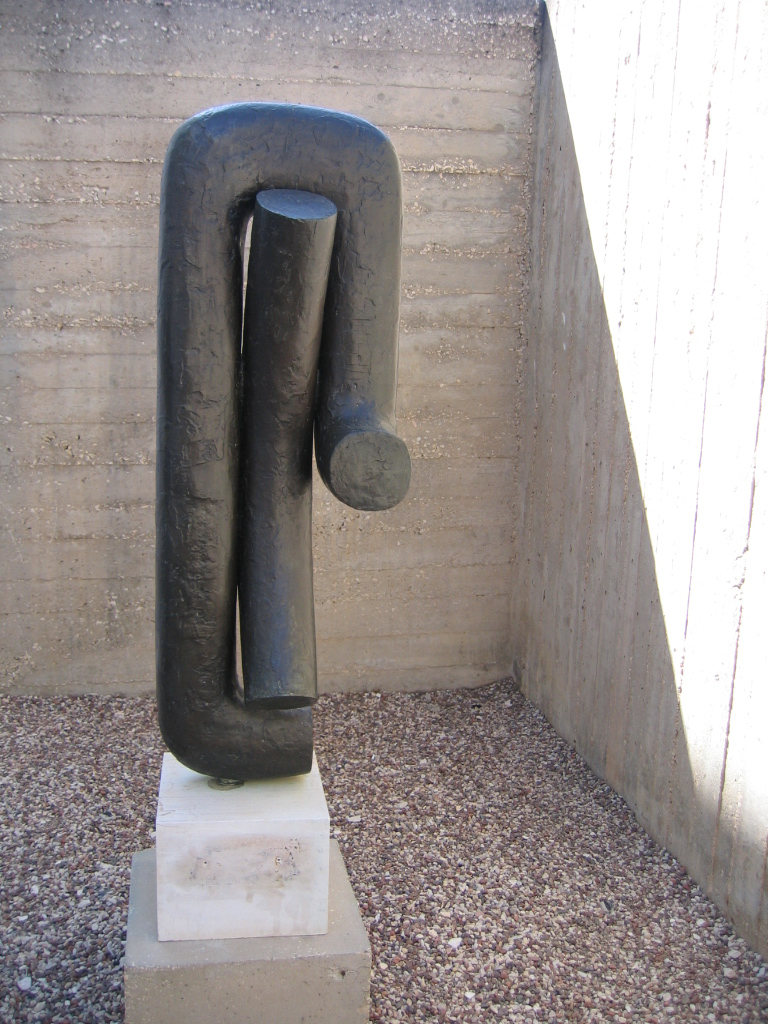
Isamu Noguchi, Heimar, 1968, at the Billy Rose Sculpture Garden, Bảo tàng Israel, Jerusalem, Israel
George Rickey, Four Squares in Geviert, 1969, terrace of the New National Gallery, Berlin, Đức
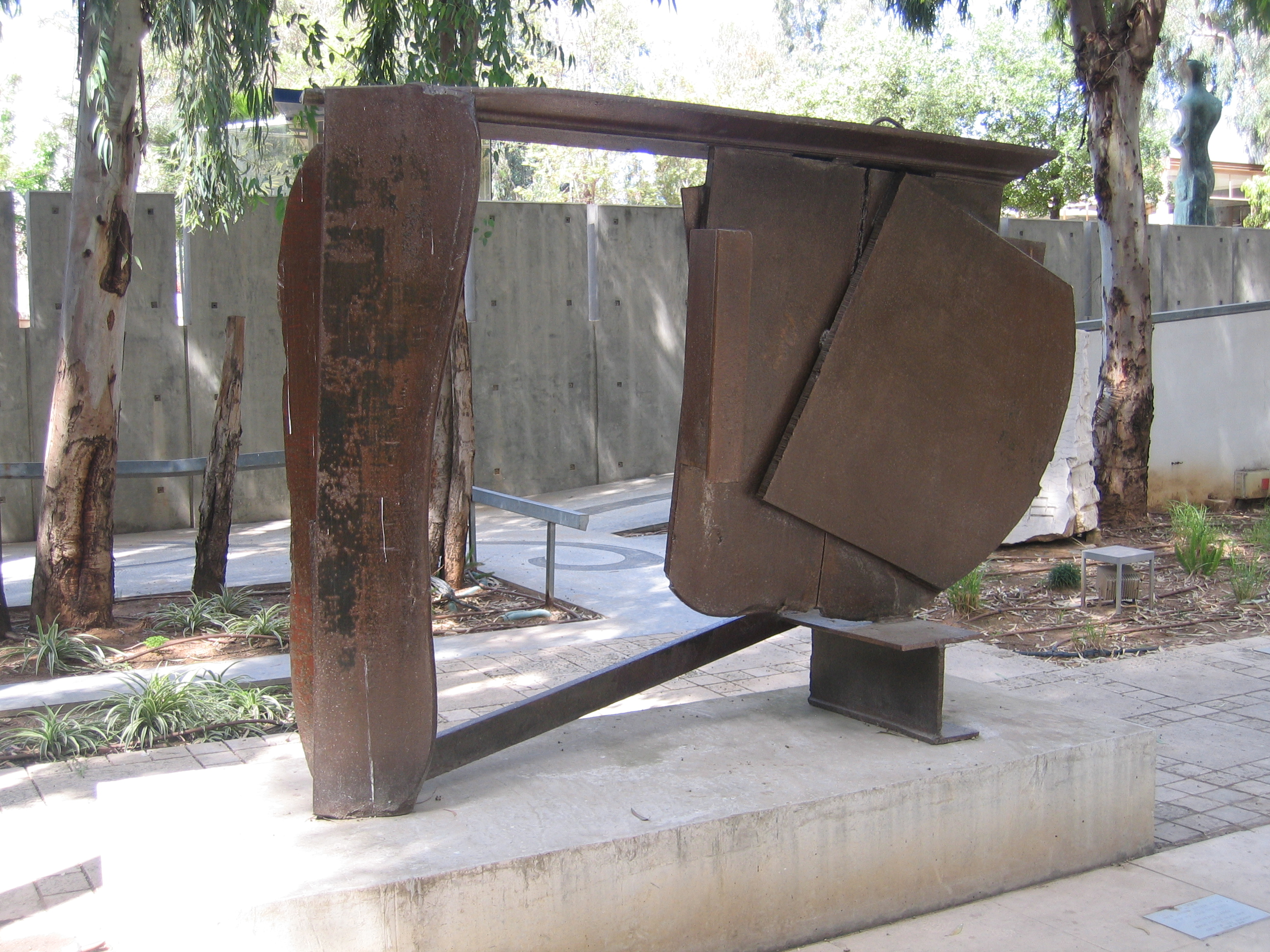
Sir Anthony Caro, Black Cover Flat, 1974, steel, Tel Aviv Museum of Art
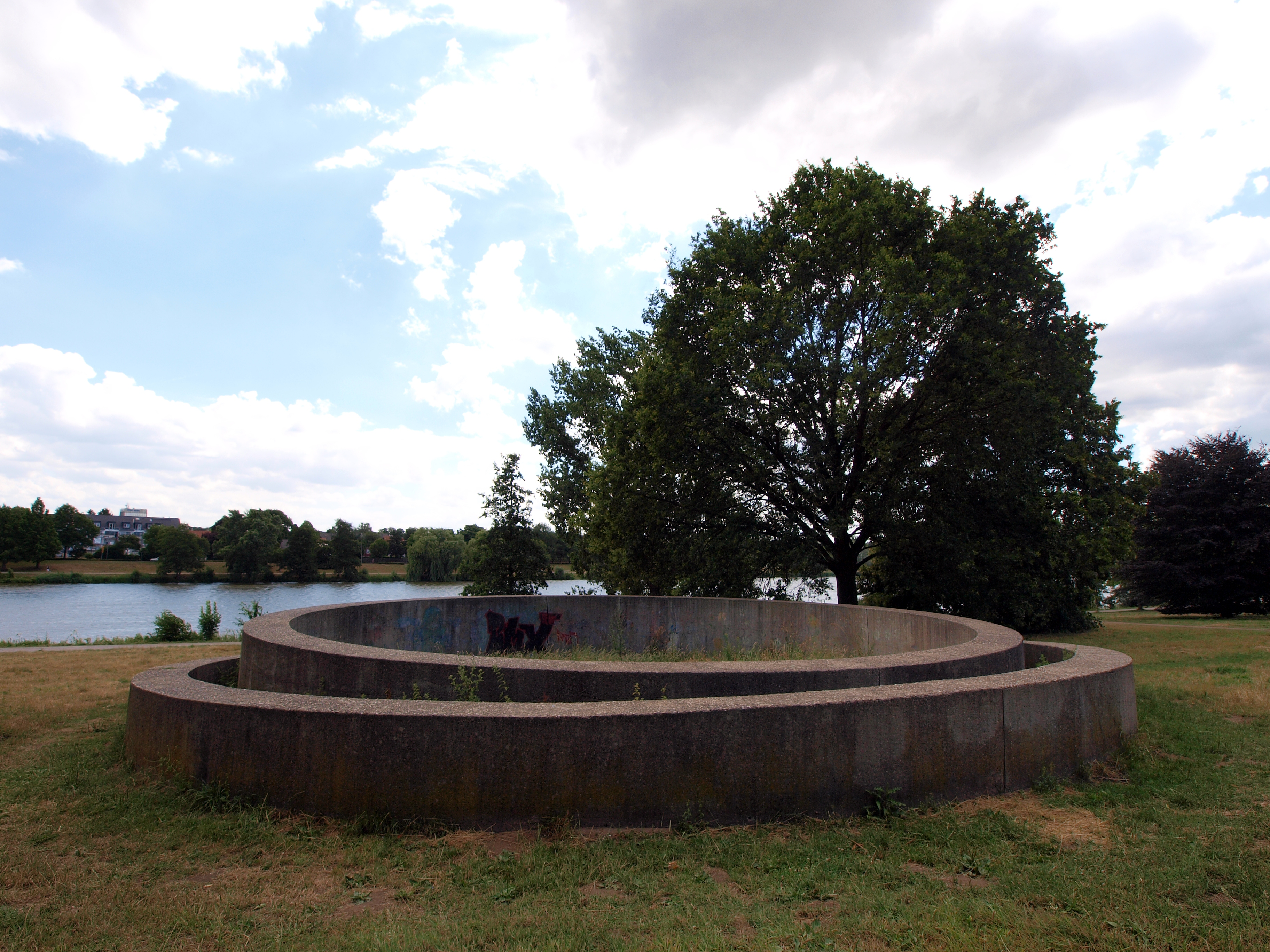
Donald Judd, Untitled 1977, Münster, Đức
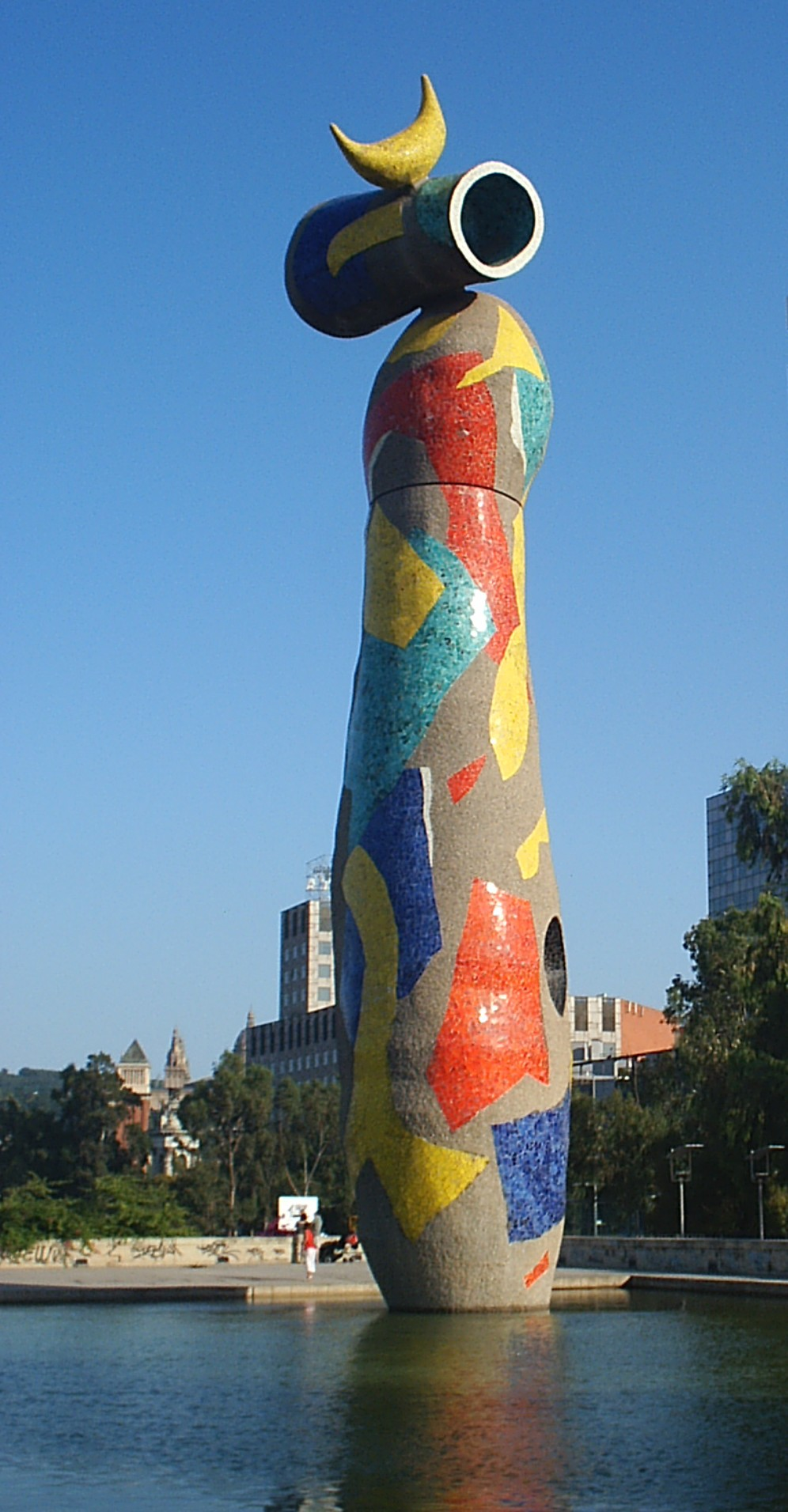
Joan Miró, Phụ nữ và chim, 1982, Barcelona, Tây Ban Nha
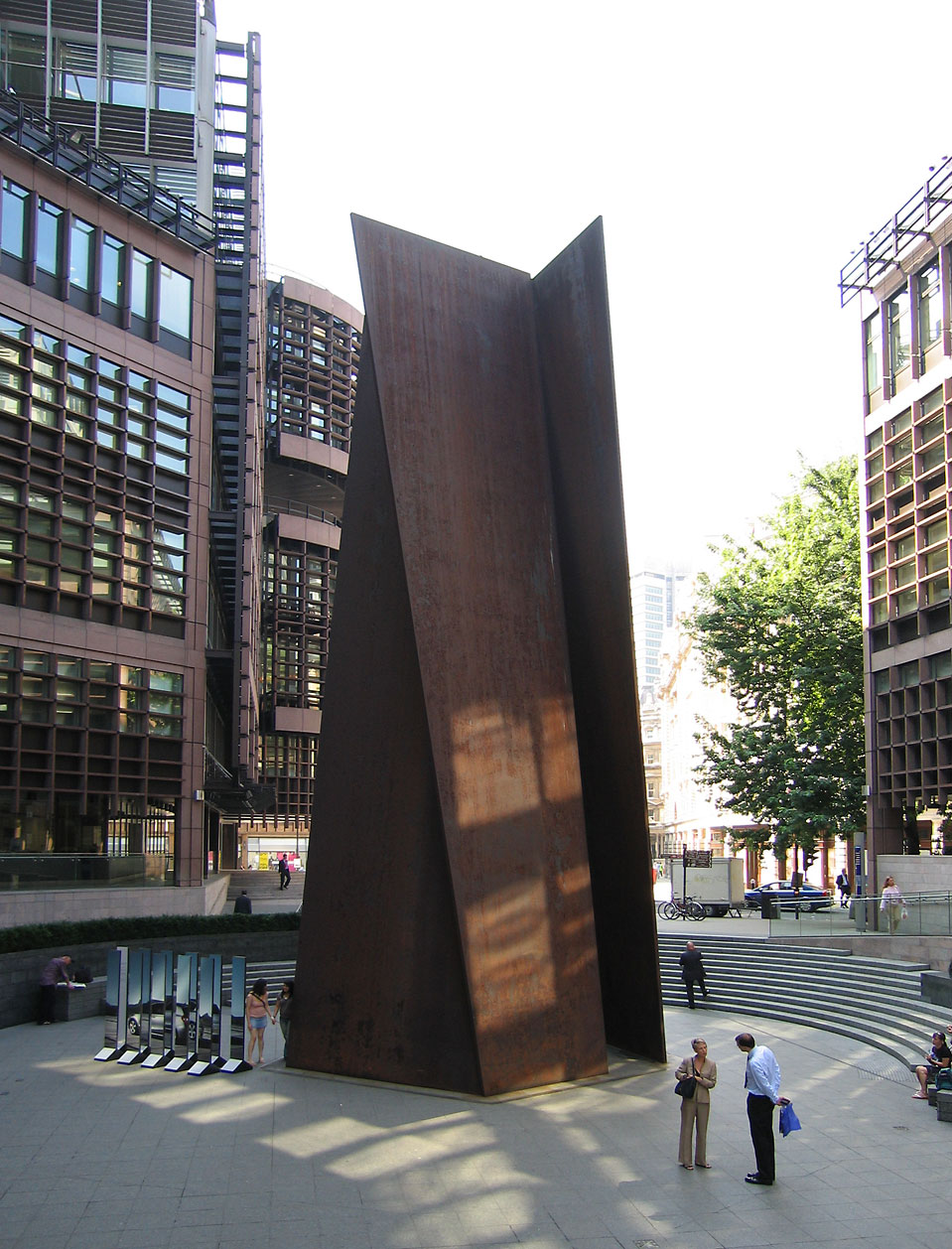
Richard Serra, Fulcrum 1987, 55 ft high free standing sculpture of Cor-ten steel near Liverpool Street station, Luân Đôn
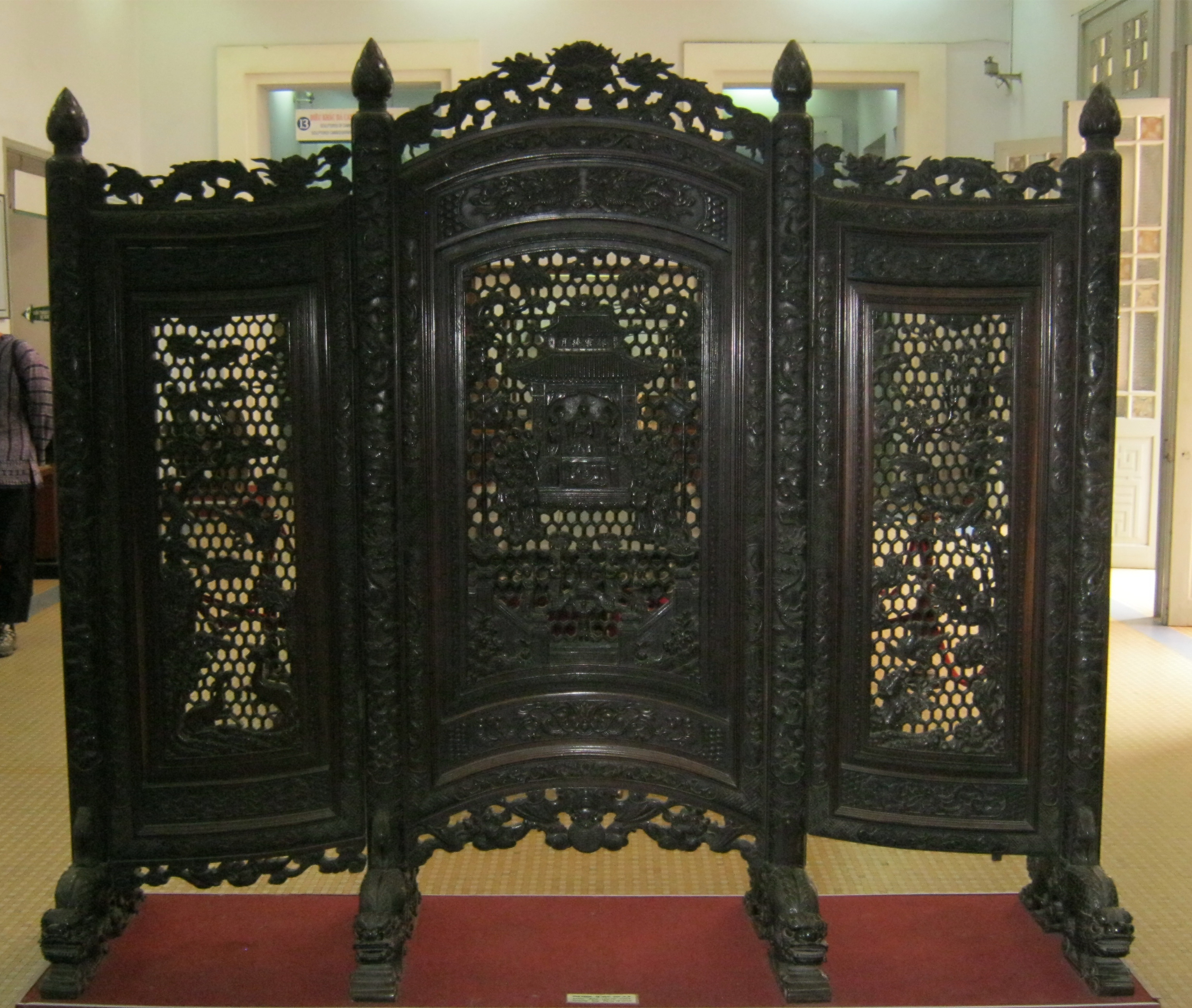
Bình phong bằng gỗ ở thế kỷ 19 (Huế), hiện đang trưng bày trong Bảo tàng Lịch sử Thành phố Hồ Chí Minh